# Daihatsu Mira
El Daihatsu Mira (ダイハツ・ミラ), també conegut com a Mira Cuore, Cuore, Domino o Charade és una saga de models de kei car de la marca japonesa Daihatsu. Des del 2011 la gama va passar a dir-se Mira e:S amb la sortida de la vuitena generació i actualment no s'exporta fóra del Japó.

## Història
| Mira Cuore (1980-1985) | 1984 - 1991 | - Hatchback 3P - Hatchback 5P - Furgoneta 3P    | Mira II (1985-1990)    | 1993 - 1996 | - Hatchback 3/5 P - Furgoneta 3/5 P - Furgoneta - Camioneta |
| Mira III (1990-1994)   | 2002 - 2006 | - Hatchback 3/5 P - Furgoneta 3/5 P - Furgoneta | Mira IV (1994-1998)    | 2008 - 2012 | - Hatchback 3/5 P - Furgoneta 3/5 P                         |
| Mira V (1998-2002)     | 1984 - 1991 | - Hatchback 3/5 P - Furgoneta 3/5 P             | Mira VI (2002-2006)    | 1993 - 1996 | - Hatchback 3/5 P - Furgoneta 3/5 P                         |
| Mira VII (2006-2018)   | 2002 - 2006 | - Hatchback 3P - Hatchback 5P - Furgoneta 3P    | Mira e:S I (2011-2017) | 2008 - 2012 | - Hatchback 5P                                              |
| Mira e:S II (2017-)    | 2008 - 2012 | - Hatchback 5P                                  |                        |             |                                                             |

## Primera generació (1980-1985)

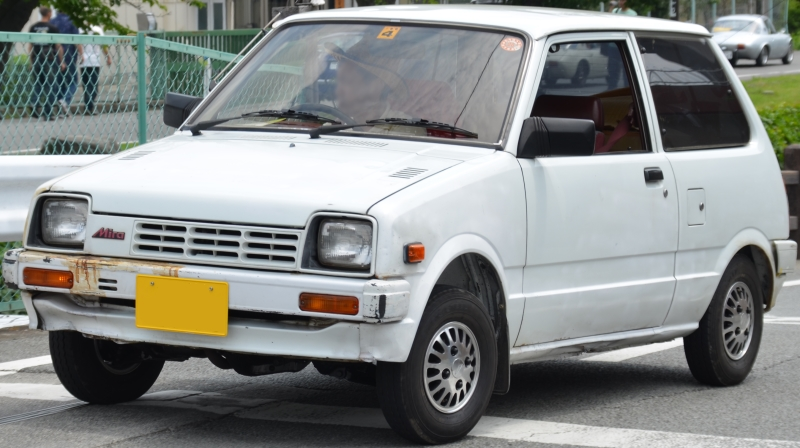
Mira L55

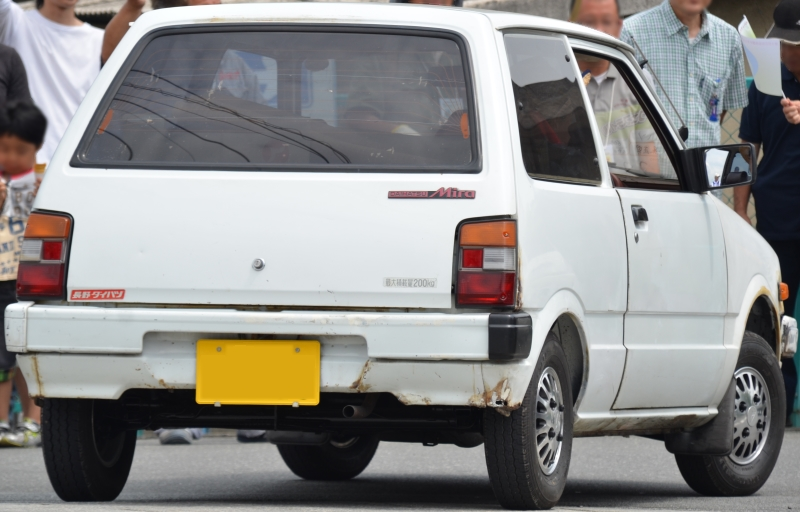
Vista darrera del Mira L55

La primera generació del Mira va sortir el juliol de 1980 com a substitut del Daihatsu Max Cuore. Va estrenar-se amb el nom de "Daihatsu Mira Cuore" com a connexió amb el model al qual substituïa i, de fet, la denominació "Cuore" es va utilitzar al mercat europeu per a aquest model fins a la desaparició al continent de la marca. Des del 1982, la denominació "Cuore" va desaparèixer al model japonès. El nom tècnic d'aquesta generació és L55 o L60, depenent de la versió.
Complint les lleis per a kei car de l'època, el Mira va ser comercialitzat al Japó amb un motor de 547 centimetres cúbics. El 1983 van aparèixer les versions "Van 4x4" i la versió turbo del Mira, destinada només al mercat japonés i a la versió de turisme. Amb aquesta modificació al motor original, el cotxe aplegava als 130 quilometres/hora.

### Exportació

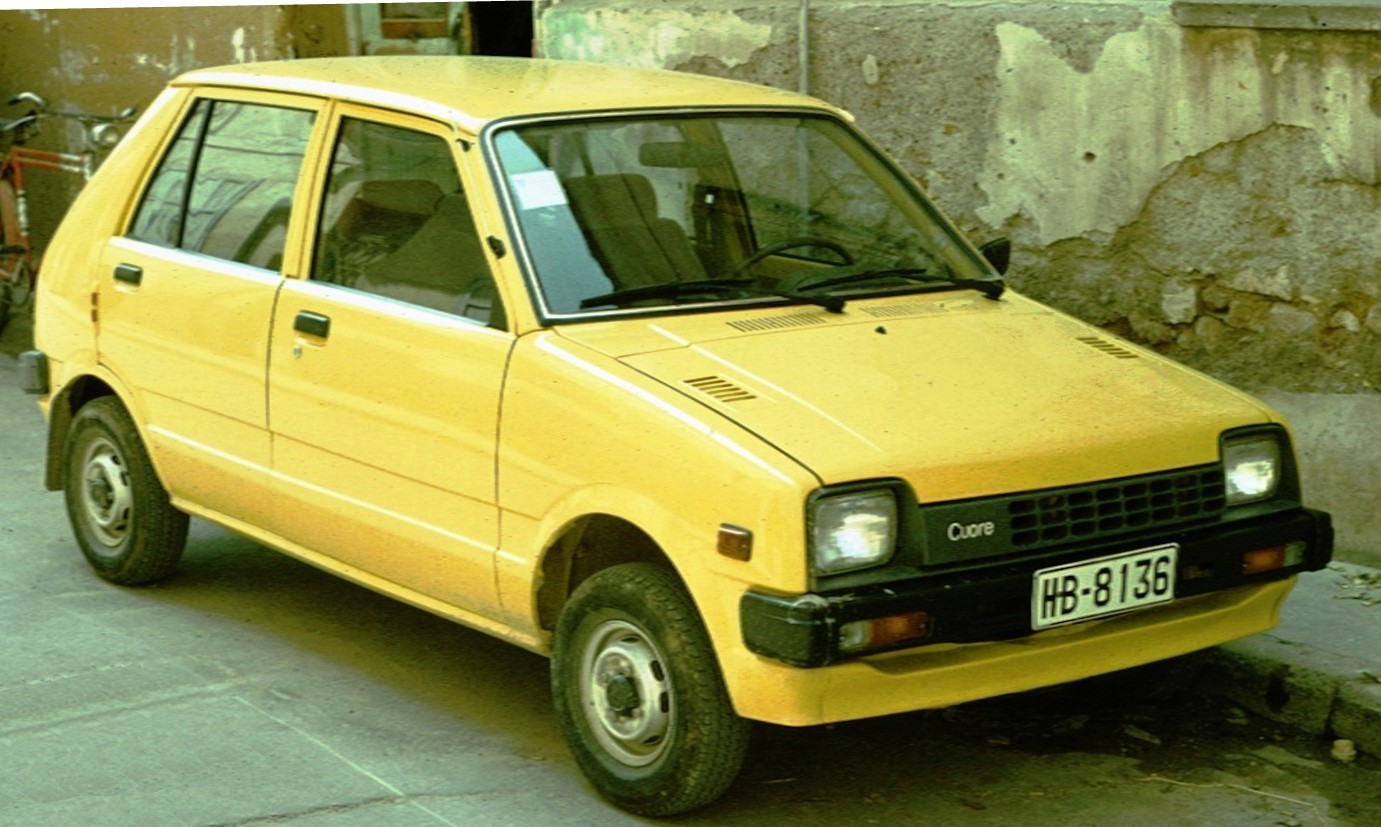
Daihatsu Cuore grec

El Mira, amb el nom de Cuore per a l'exportació, va ser el primer cotxe de Daihatsu amb bons nivells de vendes, en especial a Europa i al Con Sud. Per a una millor comercialització a Europa, Daihatsu va desenvolupar un nou motor de 617 centimetres cúbics lleugerament més potent que l'original i només equipable per a les versions d'exportació amb una velocitat màxima de 120 quilometres/hora. Aquesta versió va ser anomenada tècnicament "L 60". L'any 1982, Daihatsu va presentar una versió amb un nou motor de 635 CC més acord als costums automobilistics europeus. A Bèlgica, a petició del mercat, es va vendre la versió japonesa de 550 CC i la versió europea de 635 CC. A l'Argentina i al Xile, es van vendre amb un relatiu èxit des de 1980 (4.300 cotxes van ser enviats), però la crisi en aquests països va fer que l'exportació finalitzara el 1982.

## Segona generació (1985-1990)

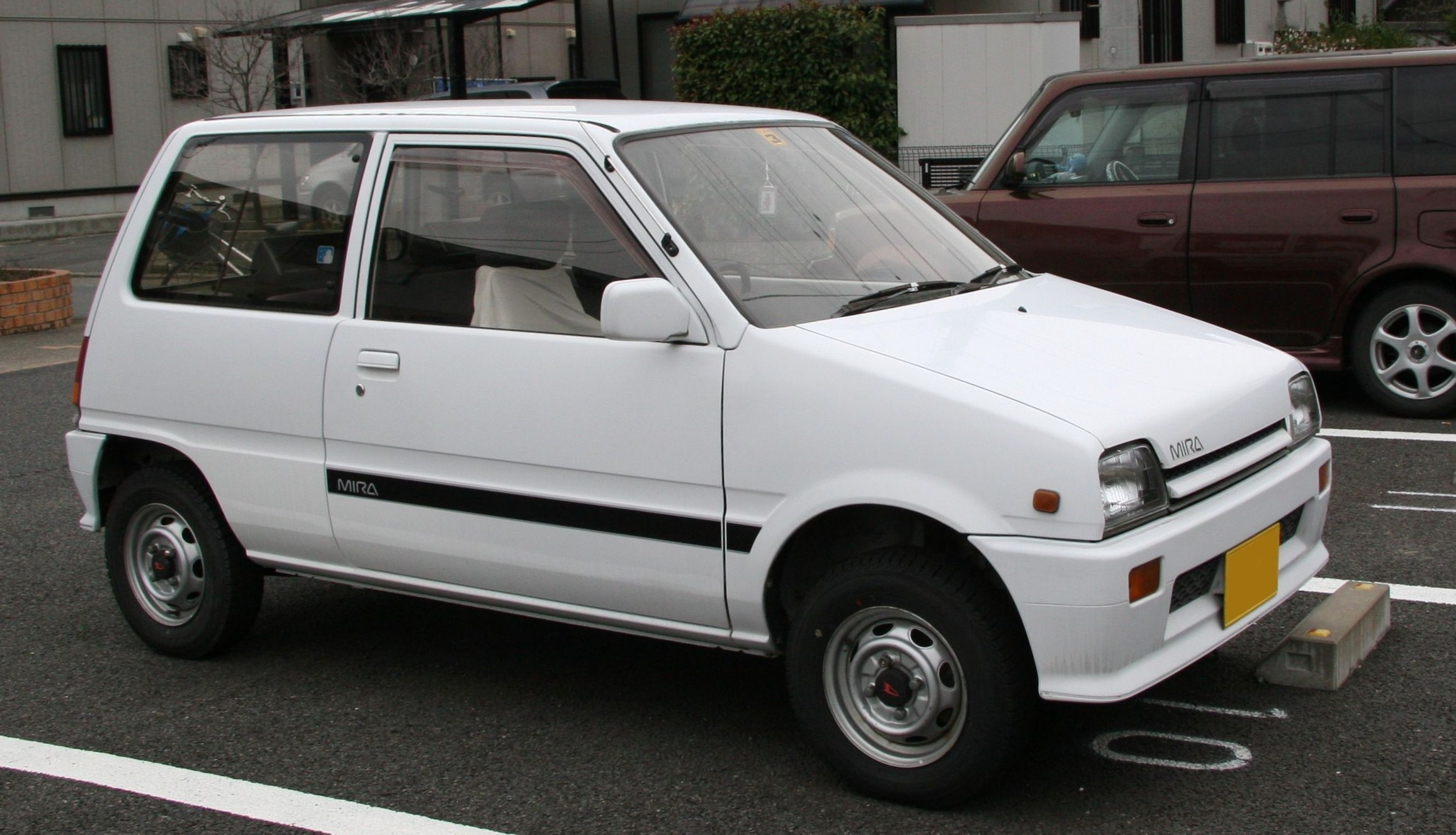
Mira Parco

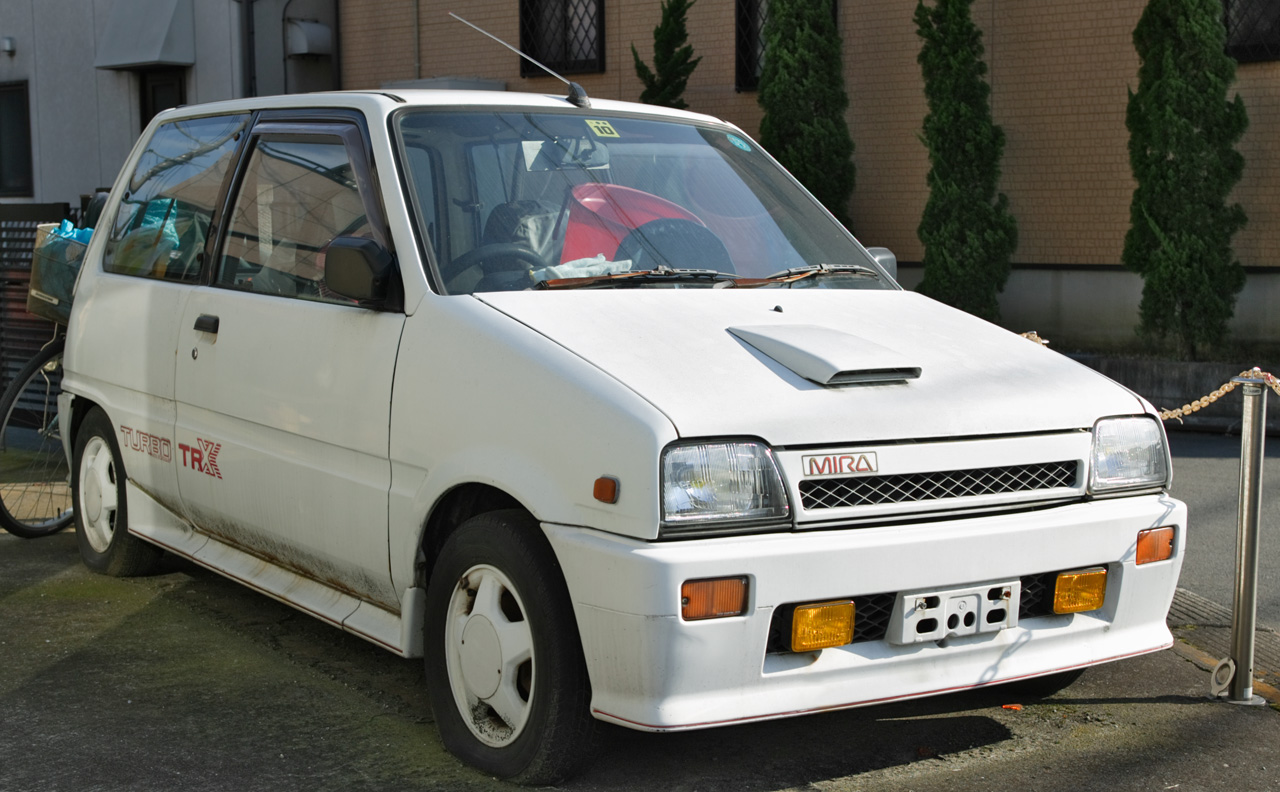
Mira TR-XX

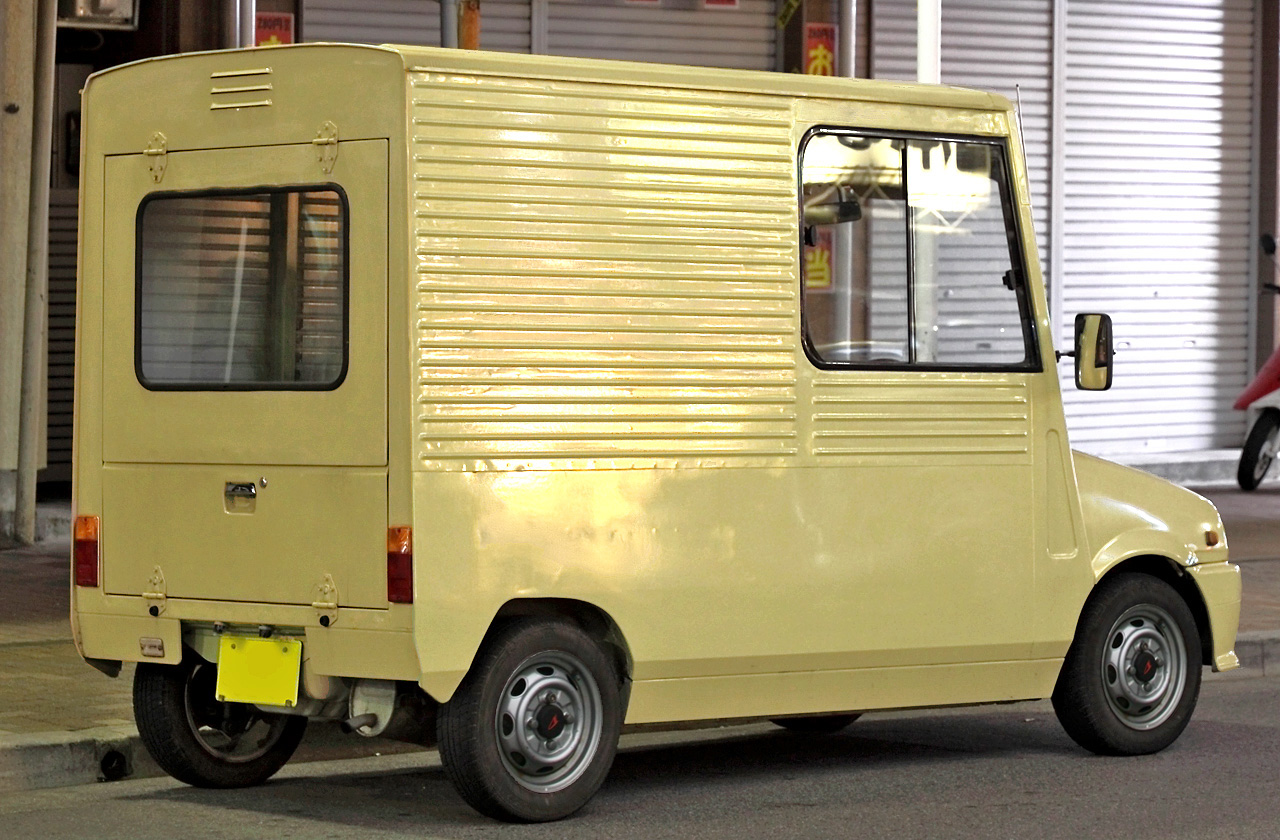
Mira Walk-Trough

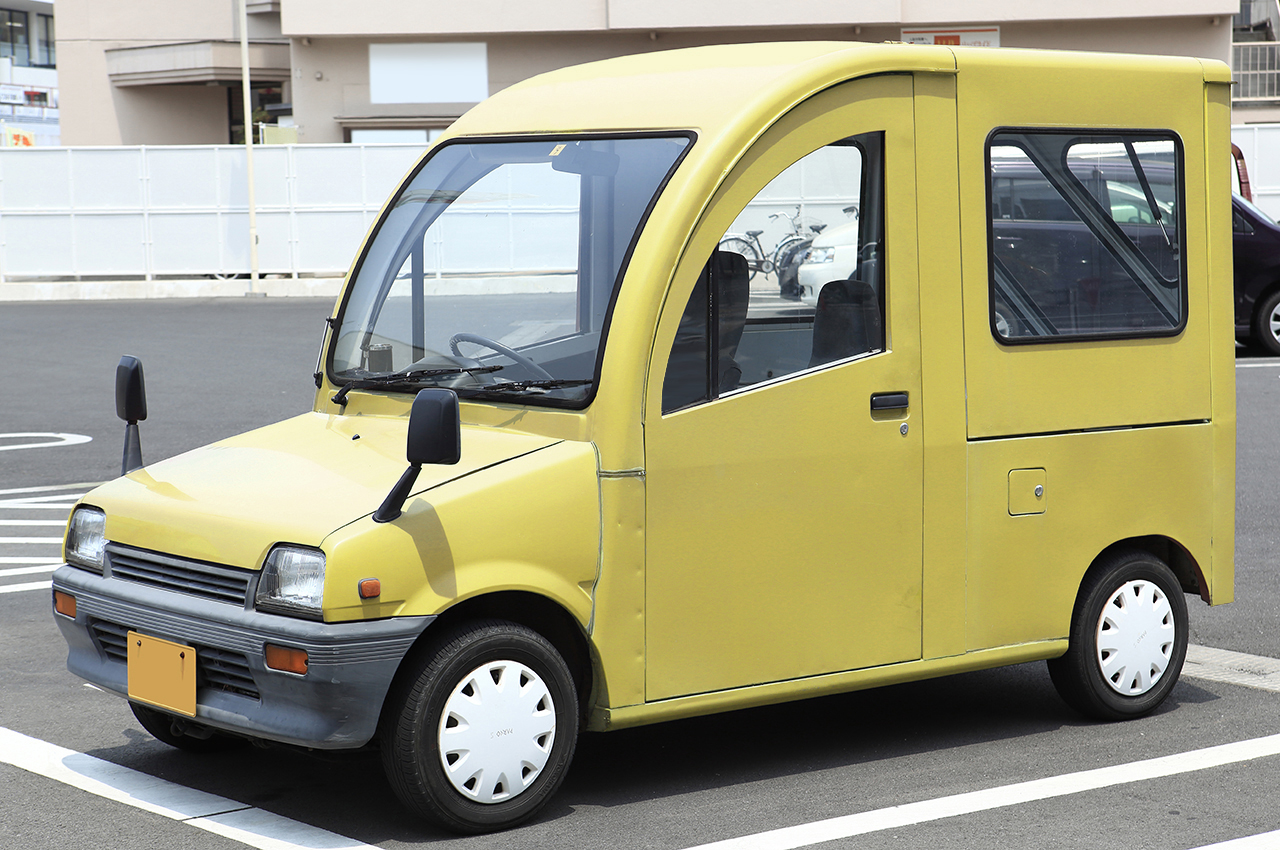
Mira Michito

La segona generació del Mira (L70) va ser llançada al mercat l'agost de 1985. Com a novetats respecte a l'anterior generació presentava una major llargària i un nou motor tricilíndric (l'anterior era de 2 cilindres). Tot i el nou motor, la cilindrada continuà sent la mateixa: 547 CC per les lleis dels Kei cars.
Com a l'anterior generació i només per al mercat japonés, es van desenvolupar versions "furgoneta" del Mira amb la mateixa carrosseria però amb un acabat més simple i amb el seients posterirors abatibles, deixant el pis totalment pla. Es va vendre també amb una versió 4x4. Com a novetat, el 1986 també es va introduir al mercat una versió van comercial de cinc portes. Tot i que en un inici aquestes versions comercials eren atomsfèriques, poc després del seu llançament es van poder adquirir en versió turbo amb transmissió manual de cinc velocitats i automàtica de 2. El març de 1986 ambé es van crear amb la base del Mira dues furgonetes d'abastiment anomenades "Walk-Trough" i "Mira Michito".
L'agost de 1987 el Mira va rebre una petita reforma, amb un nou paraxocs i graella frontal, així com uns altres canvis que donaven una imatge més moderna al cotxe. Quatre mesos després es presentà la nova versió 4x4 turbo. El 1988 es va realitzar una edició limitada de 500 Mira Sedan TR-XX Limited. La producció d'aquesta generació va finalitzar el març de 1990, quan el govern va fer una reforma de la llei de kei car.

### Exportació

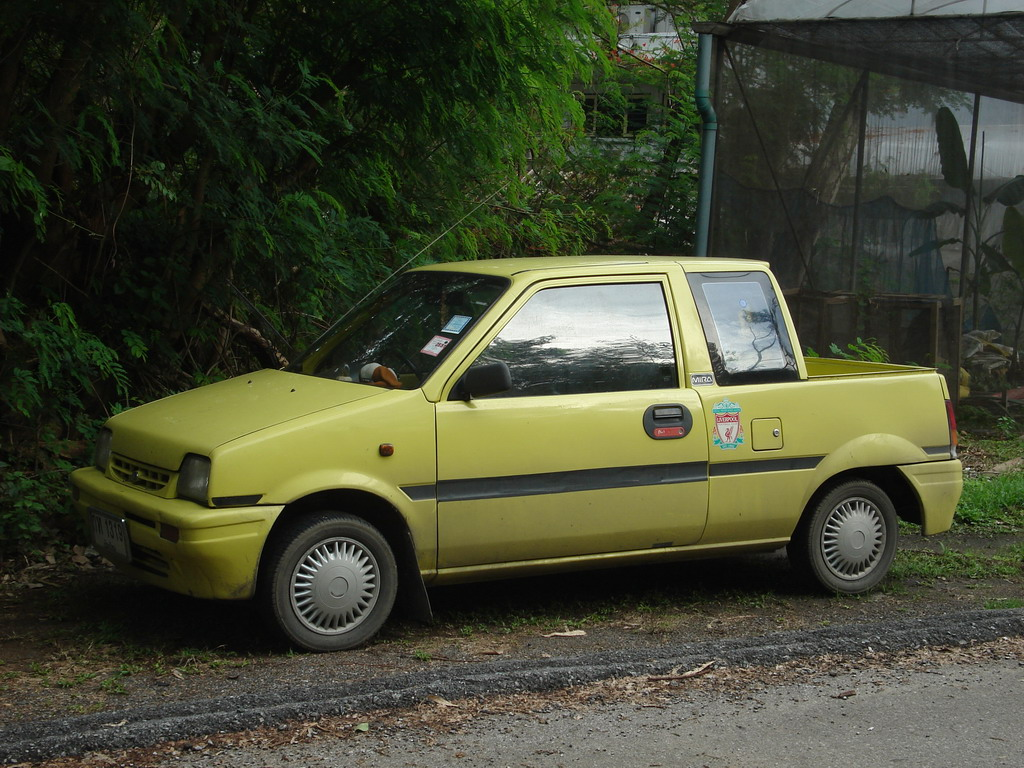
Miracab (1990-1995)

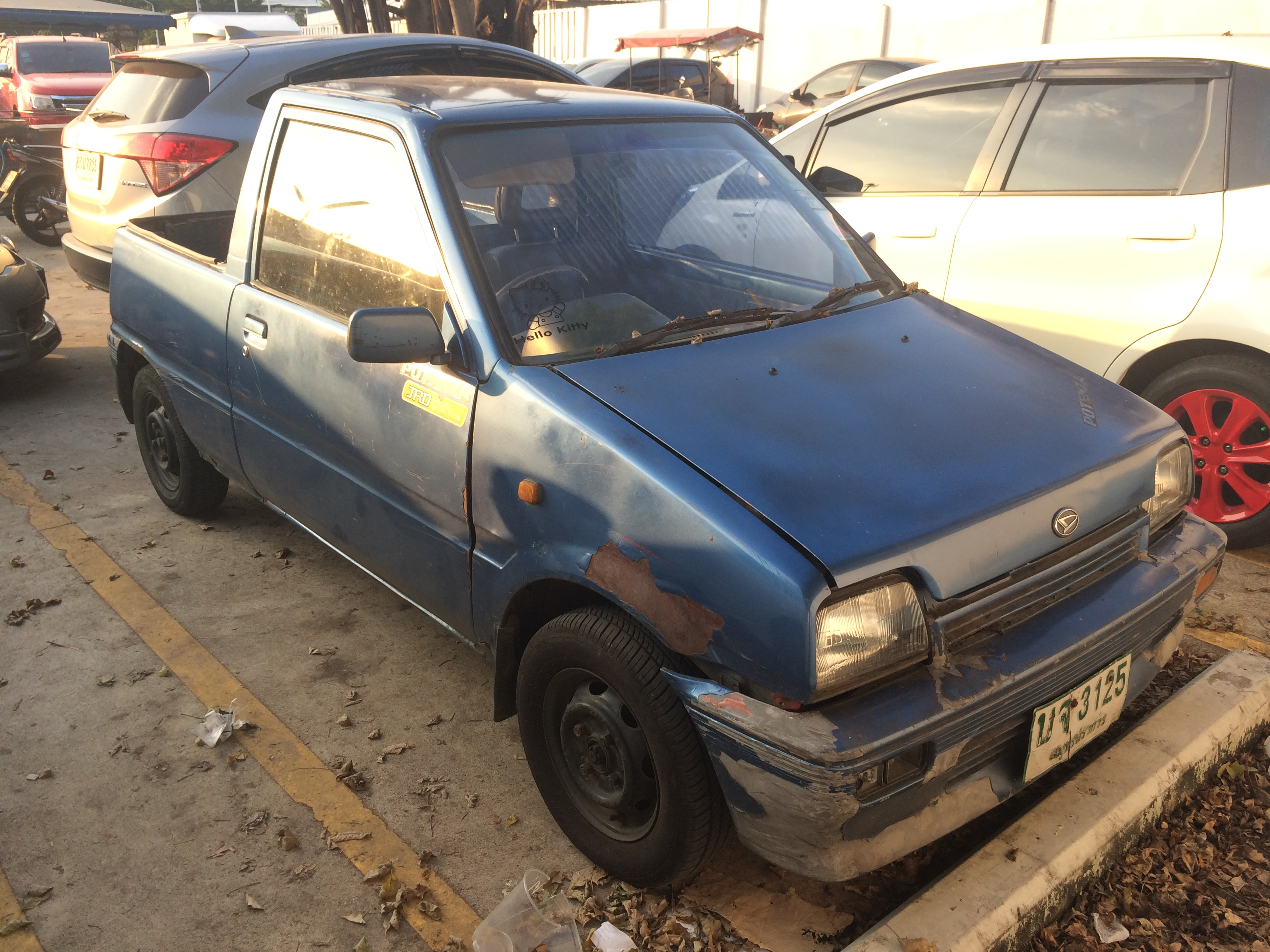
Mira P1

Per a la versió d'exportació (L80) es va desenvolupar un motor tricilíndric de 847 CC. Al setembre de 1986 va aparèixer una versió especial per al mercat suís amb un motor adaptat de 796 CC conforme a les lleis de cilindrada cantonals de cilindrada, algunes de les quals ho limitaven fins als 800 CC.
Quan al Japó es deixà de produir aquesta generació, Daihatsu de Tailàndia va segir fabricant la segona generació, afegint a més una versió camioneta anomenada Mira P1 de 1990 a 1995. Aquest model es va fer enormement popular, fent que les ventes de Daihatsu a Tailàndia pujaren un 50 percent. Com a resultat d'això, l'empresa va presentar el Mira P4, una versió familiar del Mira 3 portes allargat, realment derivada del P1. Després, es desenvolupà una camioneta de quatre places anomenada Miracab i una versió allargada del model estàndard anomenada Mira Mint.
Tot i que originalment van fer servir motors amb cilindrada japonesa, aquests vehicles tailandesos no poden considerarse veritables kei cars per la seua llargària. A més, els darrers models van tindre motors 850 CC com els d'exportació. La crisi financera del sud-est asiàtic va fer que Daihatsu aturara les seues vendes a Tailàndia després que les comercialitzacions dels seus vehicles baixaren dels 4.000 exemplars al 1995 als 160 al 1997. La producció s'aturà el febrer de 1998 i en març Daihatsu va deixar completament el mercat Tailandès.

## Tercera generació (1990-1994)

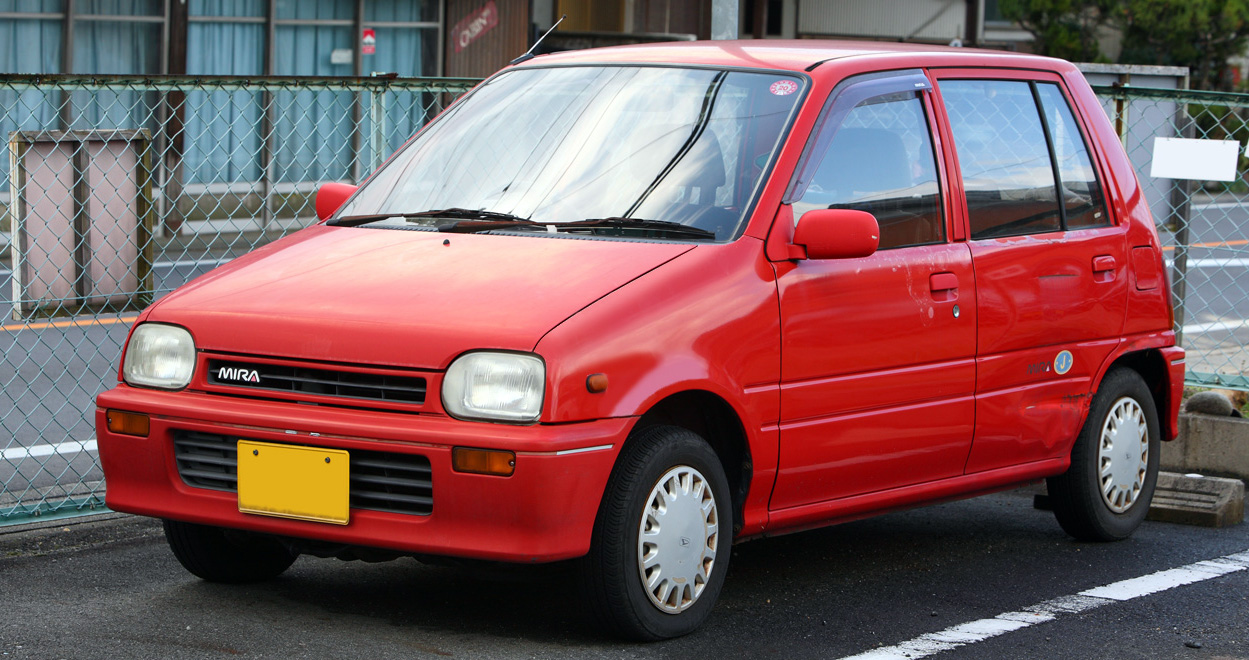
Mira L200 5P

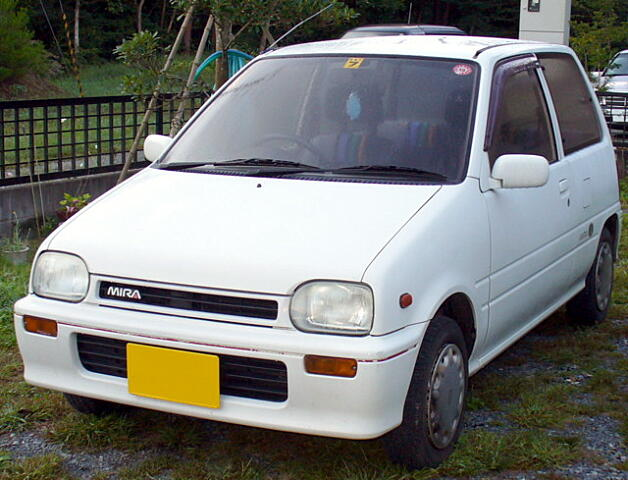
Mira L200 3P

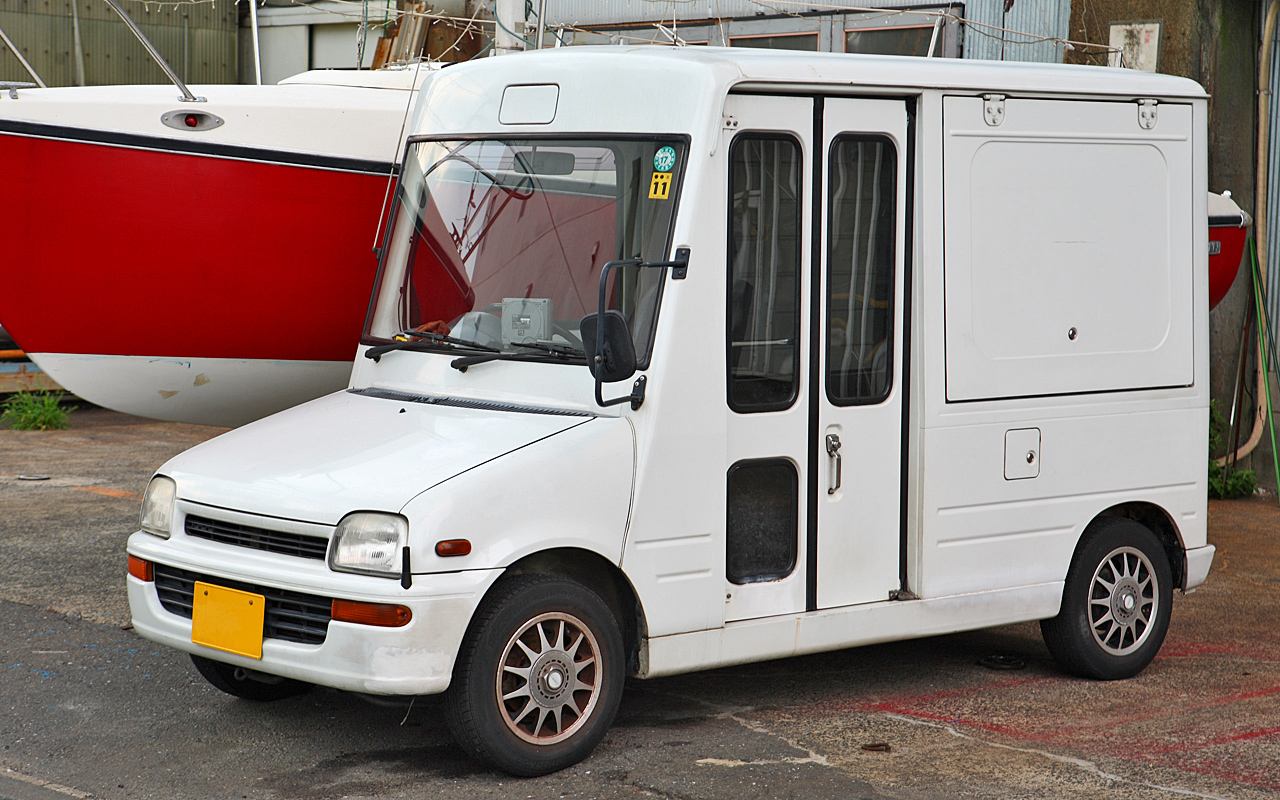
Mira Walk-through II

La tercera generació del Mira (L200), la més popular del model, va ser llançada al mercat el març de 1990 conforme a les noves lleis sobre kei car que permetien per primera vegada motors de fins a 660 centimetres cúbics. Igual que la seua generació passada, el Mira L200 va vendre's en diferents carrosseries.
Com ja venia sent costum i era comú en altres models de kei cars, el Mira es va vendre en versió comercial van i en versió de turisme, ambdues en tres i cinc portes. També es va comercialitzar una furgoneta comercial d'abastiment amb una alta carrosseria que es trobava al màxim d'allò permés per la llei de Kei cars: 2 metres.
Cap al 1993 el Mira va rebre una reforma menor que modificava l'aspecte dels fars posteriors, la graella frontal, el capot i els seients davanters. Aquesta nova versió va estar disponible al Japó des de l'agost de 1992 i suposà alguns canvis a la gama. Els models automàtics amb turbo ara rebrien una transmissió de quatre velocitats. Poc després, va aprèixer el model RV-4. Aquest model, amb pretensions de crossover seguia la moda dels Recreational Vehicles molt popular al Japó dels 90. Com a model pretessament crossover o SUV que era, va rebre diferents moldures per a la carrosseria, una suspensió lleugerament elevada, un portaequipatges al sostre, uns para-xocs especials així com una roda de recanvi exterior a la porta posterior.
El Mira podia estar equipat amb una transmissió automàtica de tres velocitats o una de manual amb cinc. Una versió amb tracció a les quatre rodes coneguda com a L210 es va vendre com a turisme i comercial, però només amb la transmissió manual.

### Exportació

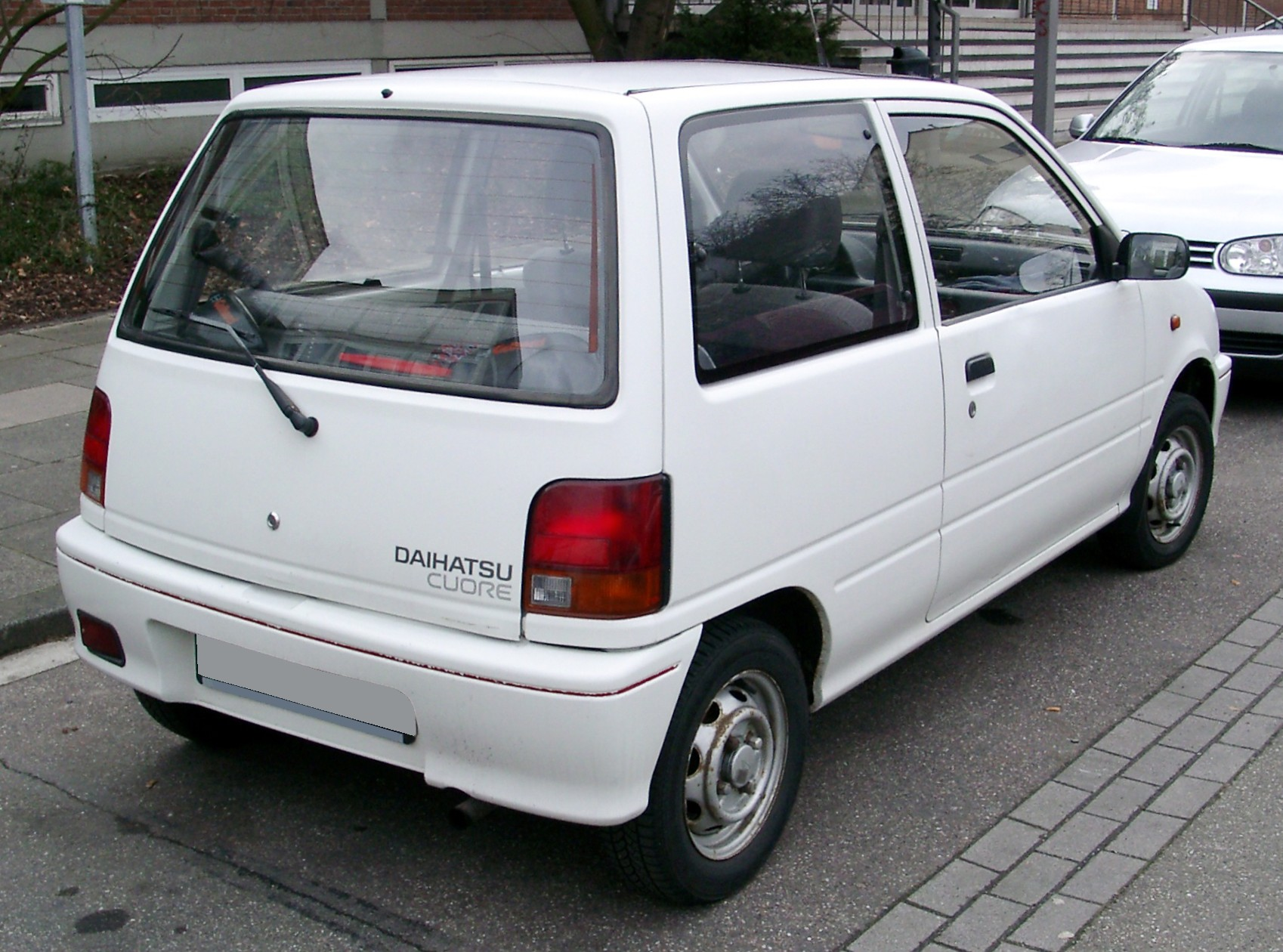
Cuore 3P europeu

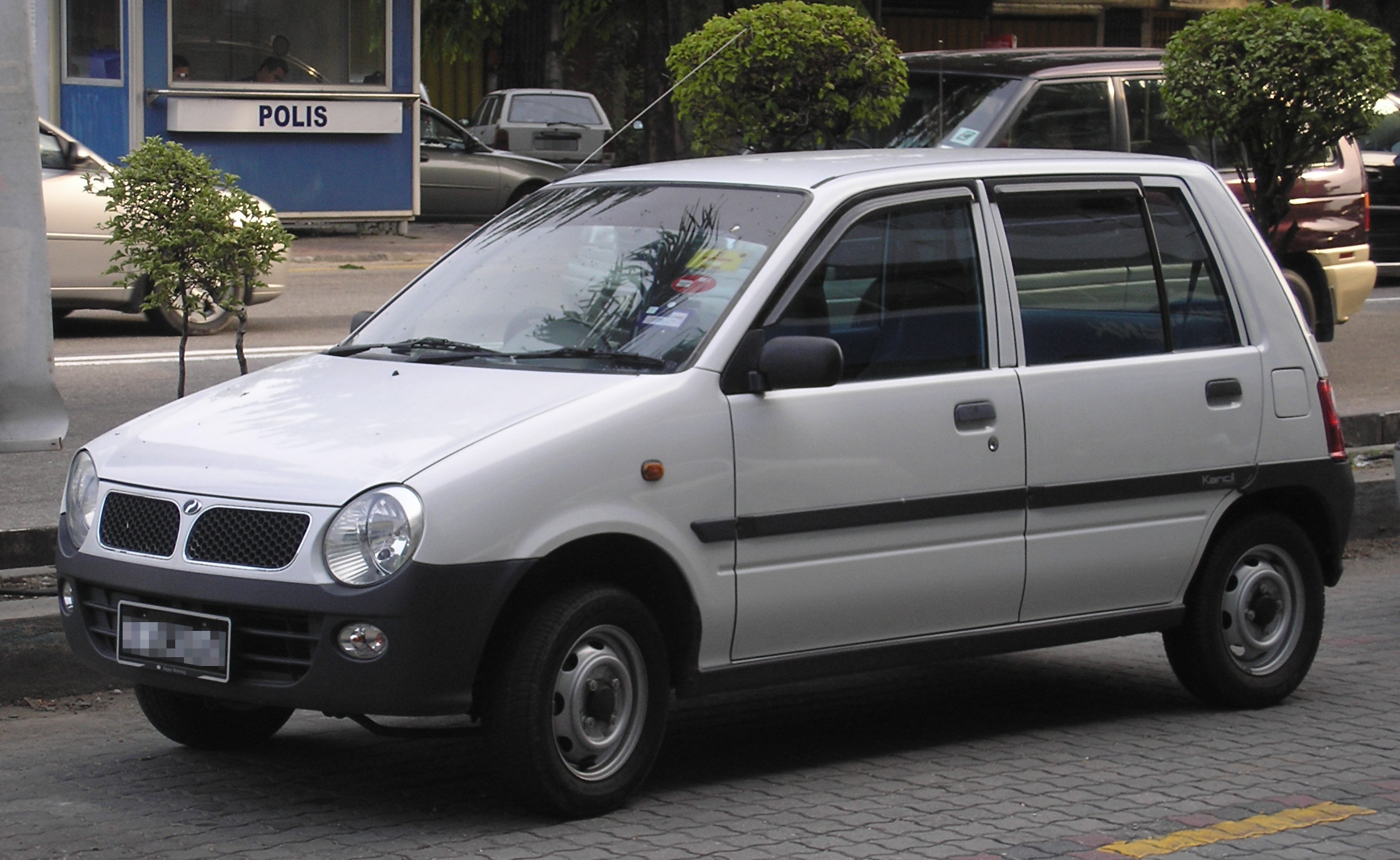
Perodua Kancil (1994-2009)

El Mira va exportar-se als mercats estrangers amb el nom de "Cuore", com ja venia sent costum i amb la denominació tècnica de L201 per diferenciar-lo del L200. A la regió del Benelux i Europa central es va vendre tant la versió turisme com la van, afavorits per les regulacions legals de cilindrada. El 1994, quan aquest model ja havia finalitzat la seua producció, la marca malàisia Perodua va començar a produir-lo com el seu primer model amb el nom de Perodua Kancil fins a l'any 2009 amb diferents reformes a la llarga del temps.

## Quarta generació (1994-1998)

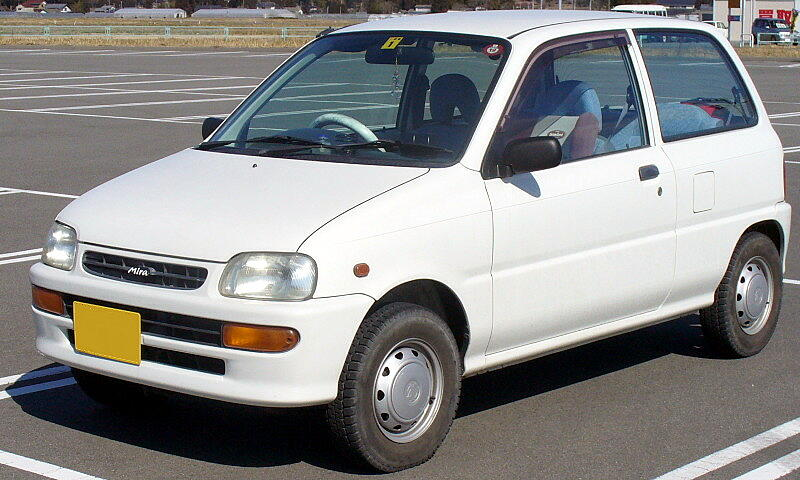
Mira L500 3P

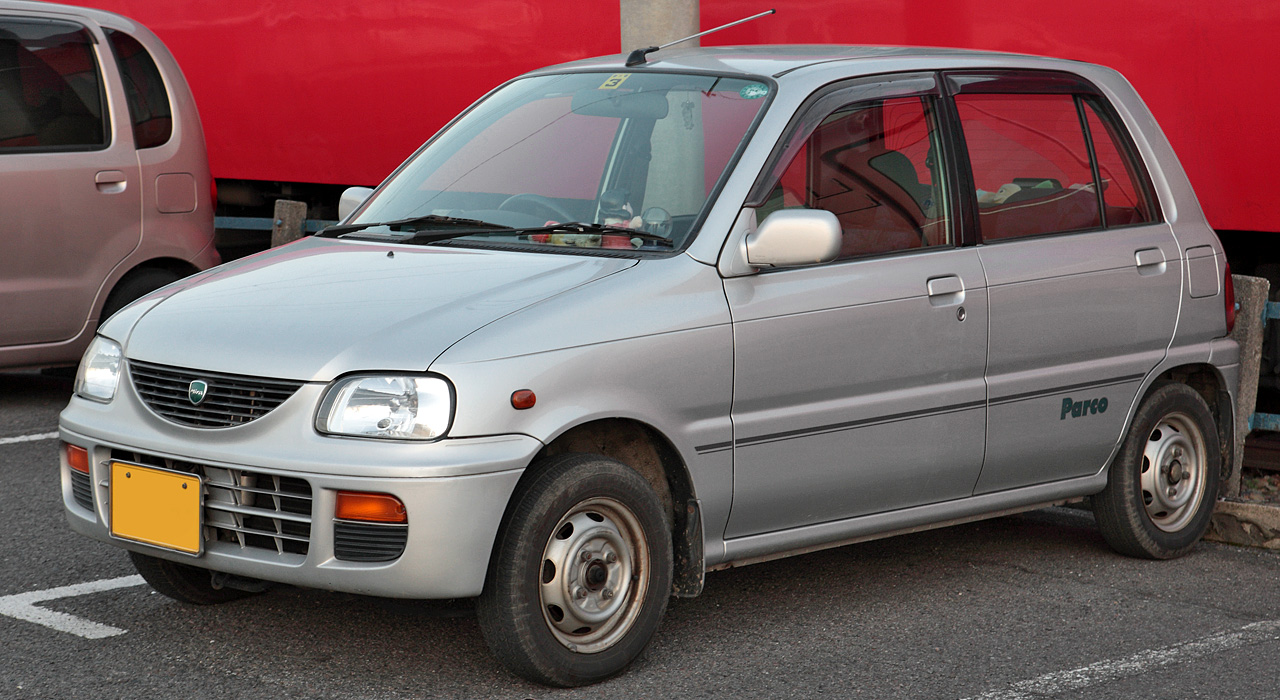
Mira Moderno Parco 5P

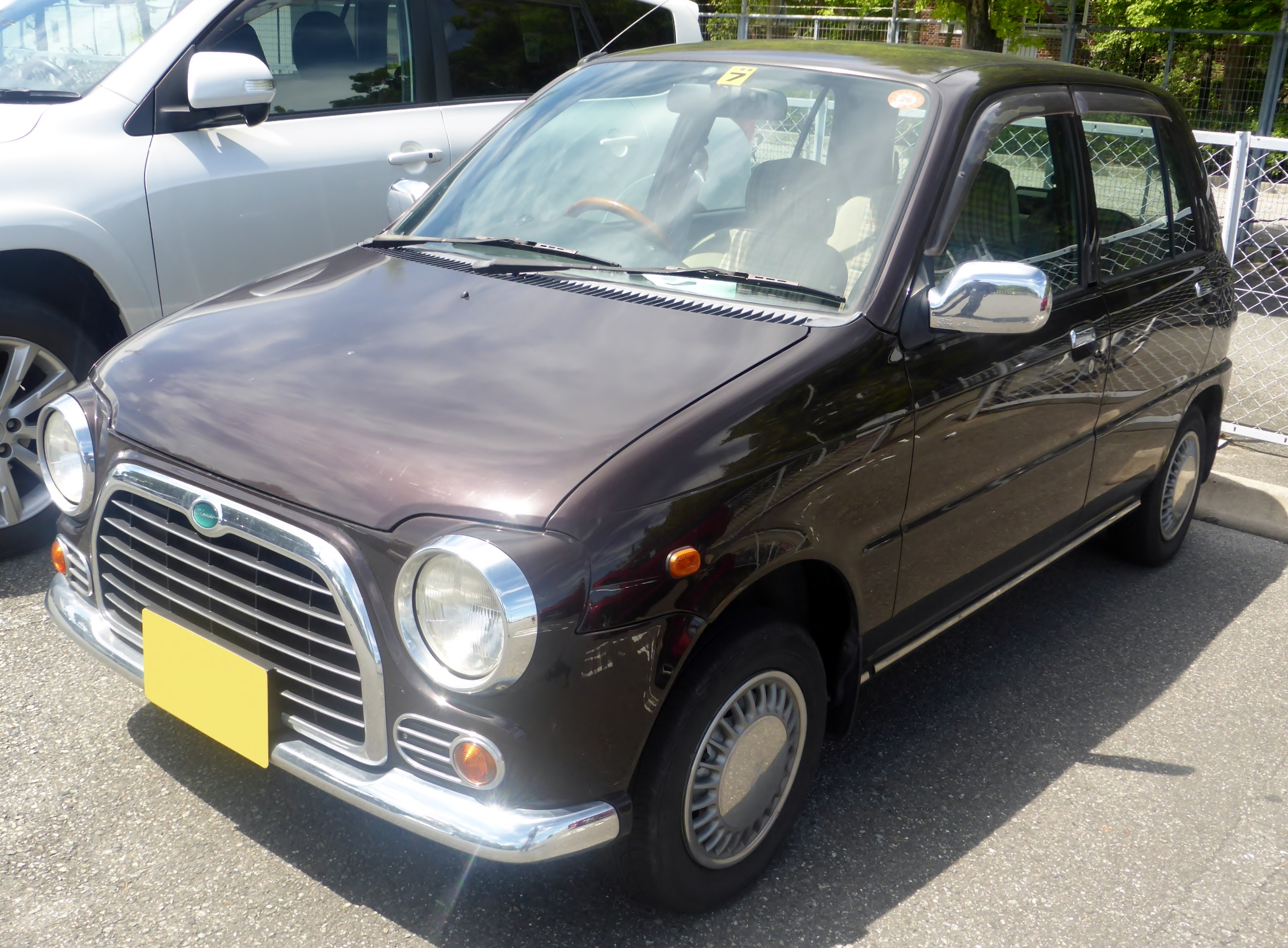
Mira Classic 5P

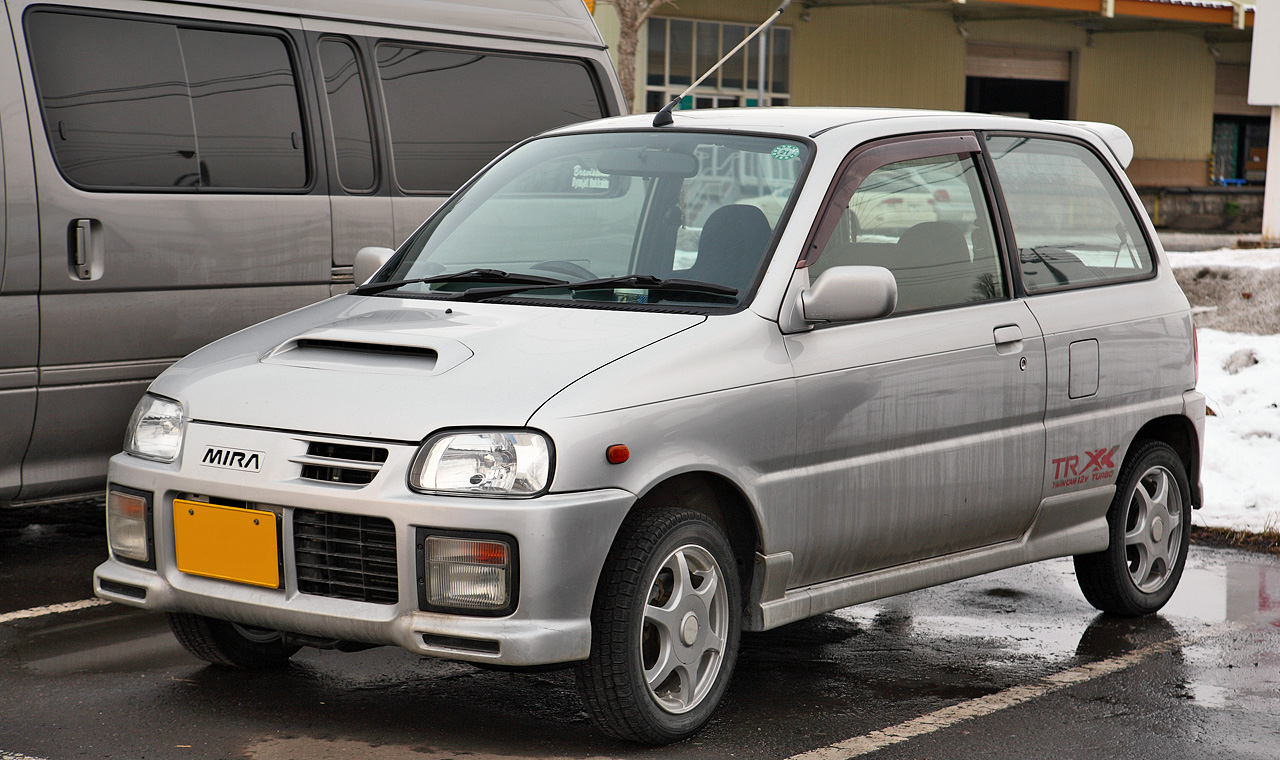
Mira TR-XX 3P

La quarta generació del Mira (L500) va començar la seua producció el setembre de 1994. El disseny de la nova generació va ser alterat lleugerament, però tot i això va seguir tenint una imatge similar a l'anterior generació (L200).
L'octubre de 1995 es va introduir al mercat domèstic el "Mira Moderno", una gama diferent basada en el mateix model i que es diferenciava d'aquest per estar destinat a la funció de turisme i no de vehicle comercial. El Mira Moderno va rebre un lleuger canvi estètic el maig de 1996, mentres que la resta de variants del model ho va rebre el maig de 1997. L'agost de 1997 va arribar a la gama el Mira Classic, una variació del model amb un lleuger estil vintage. El Mira Classic estava disponible amb motors atmosfèrics de 40 cavalls a la versió 2WD i 55 cavalls a la 4WD o amb un motor amb turbocompressor de 64 cavalls. El gener de 1998 va presentar-se una versió del Mira Moderno de Hello Kitty feta en col·laboració amb Sanrio i que duia detalls de la coneguda marca a la carrosseria, incloent colors pastels per a aquesta i la clau d'engegament amb la forma de la gateta.
Aquesta generació va ser el primer kei-car de Daihatsu amb un motor de quatre cilindres de la nova serie de motors JB. Quan el model duia aquest motor, el codi d'identificació passava a ser L502. La transmissió manual de quatre velocitats va desaparèixer deixant a una nova caixa automàtica de quatre velocitats que s'afegia a la de tres que ja existia.

### Exportació

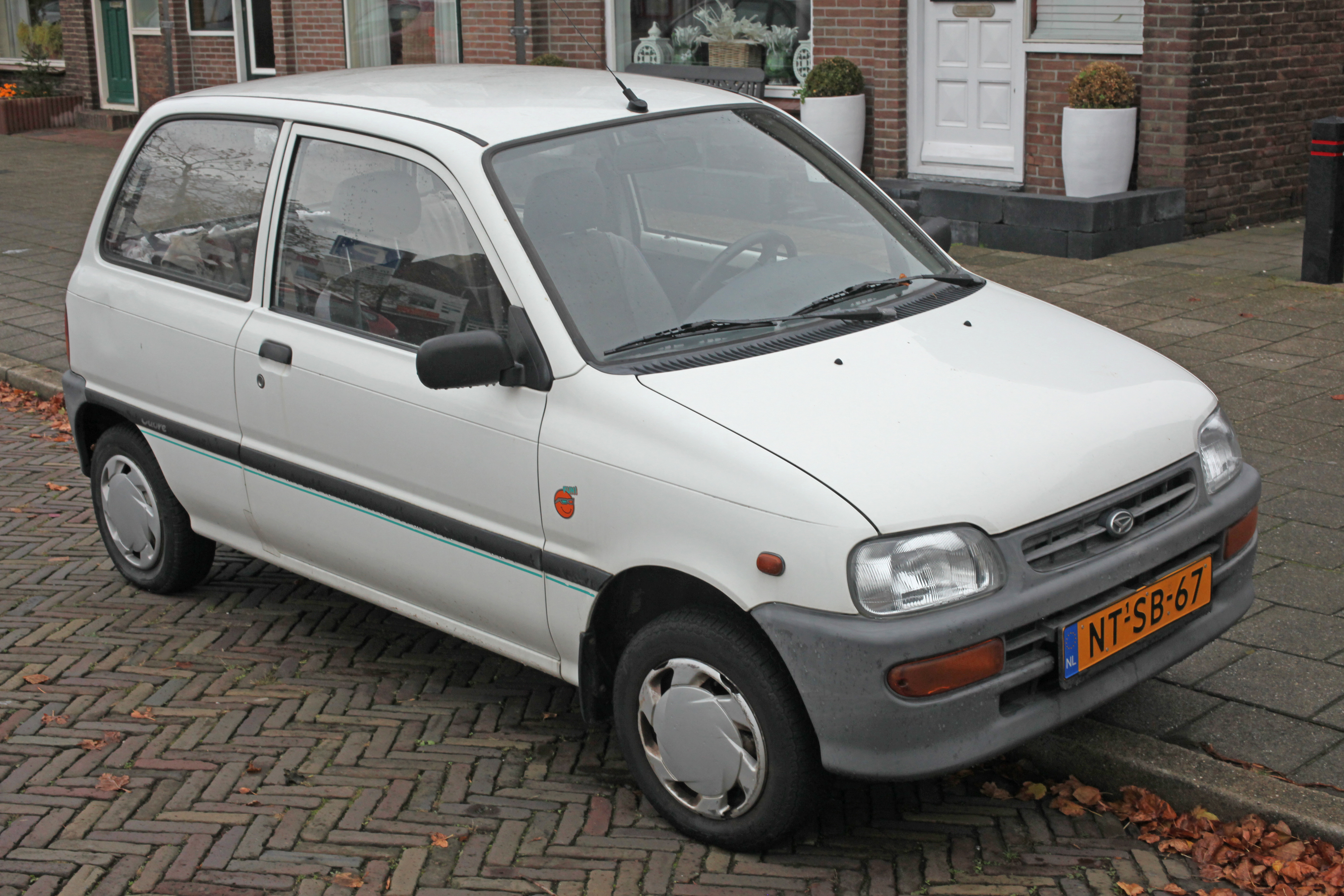
Cuore 3P neerlandés (1996)

Al mercat no domèstic el L500 es va nomenar L501 Cuore, ja que tot i que el Mira de tercer generació ja no es fabricava al Japó, a l'estranger es seguia venent convivint ara amb la nova generació L500. A Europa es va vendre aquesta generació amb uns lleugers canvis estètics amb el nom de Daihatsu Cuore, nom que venia sent costum des de la primera generació. A Austràlia aquesta generació va ser comercialitzada amb el nom de Charade Centro. El model va ser produït al Pakistà entre l'any 2000 i el 2012 només en carrosseria de cinc portes. També va ser comercialitzat als mercats sud-americans i del sud-est asiàtic amb el nom de Cuore i diferents motors de més de 660 centimetres cúbics.

## Cinquena generació (1998-2002)

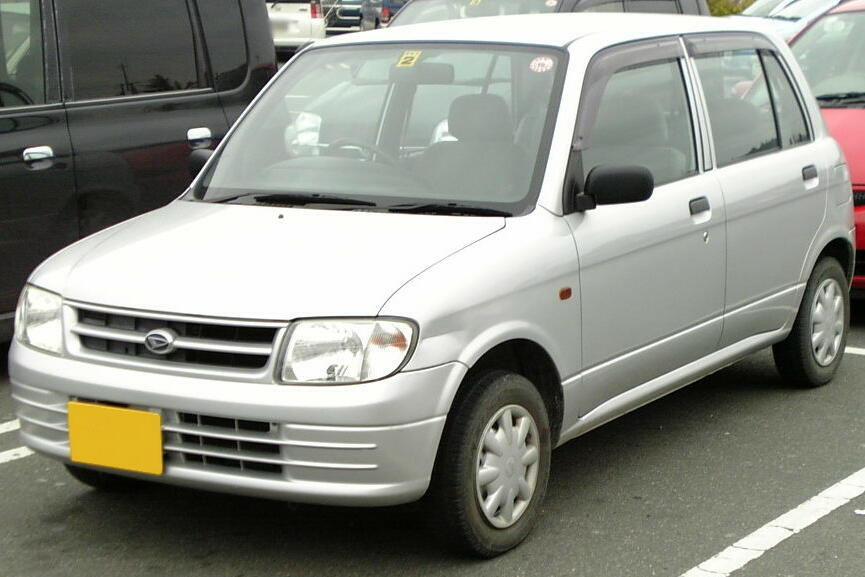
Mira L700 5P

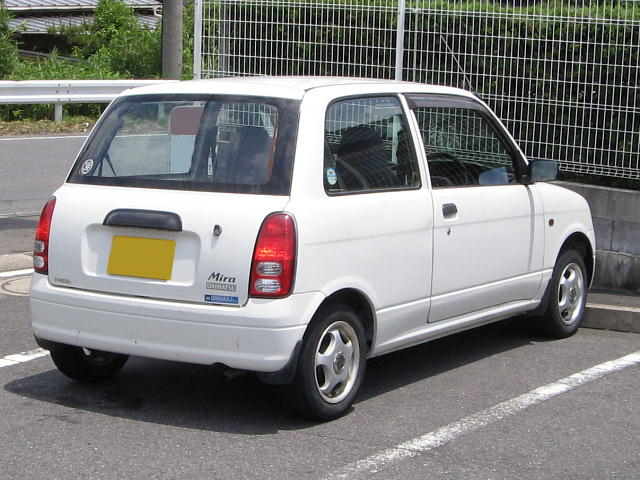
Mira L700 Van

La cinquena generació del Mira va començar a produir-se a la tardor de 1998 i internament es va anomenar L700, tot i que les versions 4WD van rebre el codi L710. La motorització per al model domèstic va seguir sent de 590 cc per tal de complir les normes dels kei cars. La transmissió al mercat domèstic va ser de caixa CVT de tres o quatre velocitats. El model va ser comercialitzat en carrosseria de cinc portes destinada als compradors particulars i en carrosseria de tres portes o van, destinada als negocis.

### Mira Gino

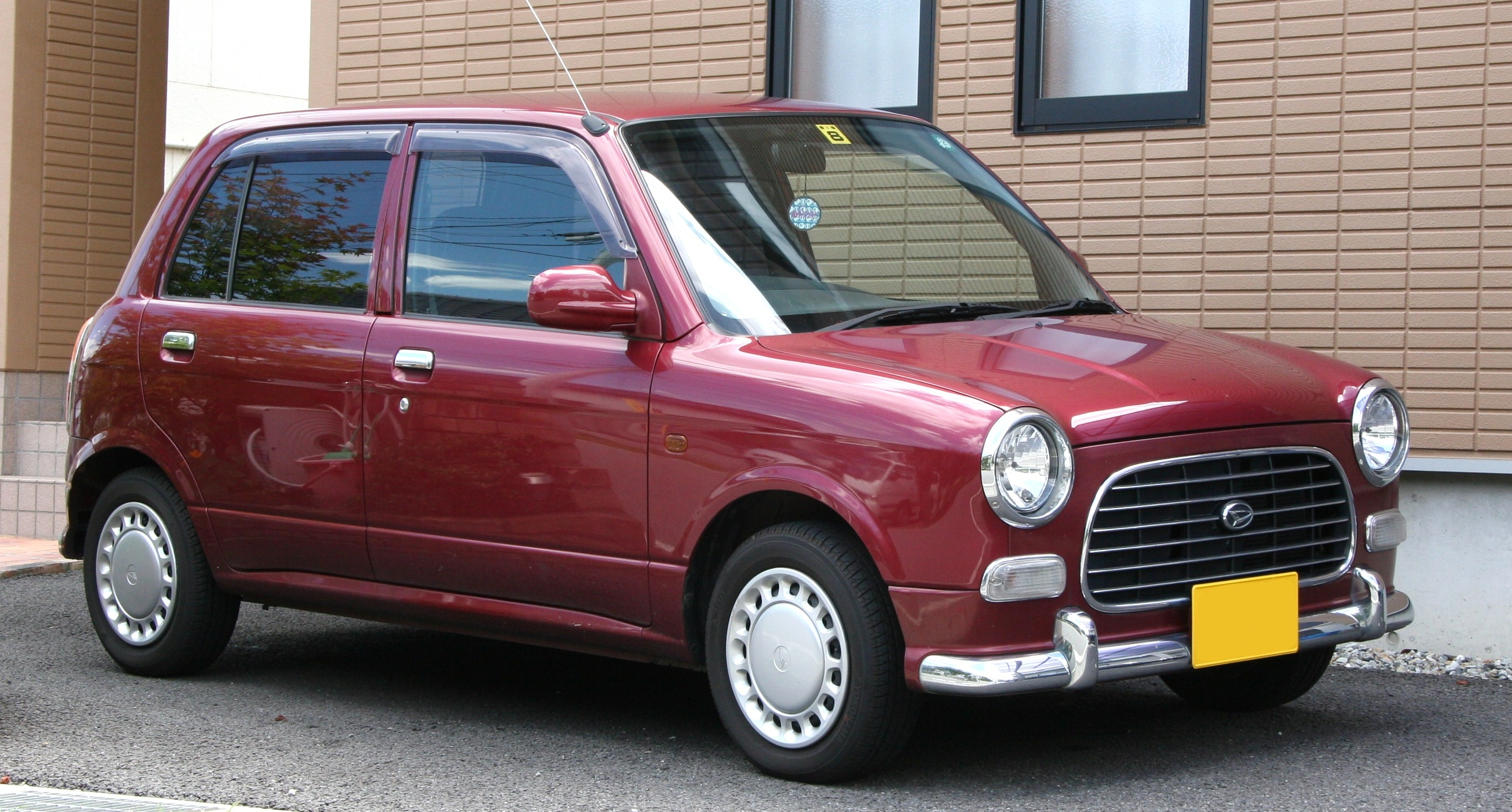
Mira Gino

El 1999 començà la producció del Mira Gino, una versió d'estil vintage del model de cinquena generació que venia a substituir al Mira Classin, de la quarta. L'equipament del Mira Gino era pràcticament igual al de la versió comú i només es distinguía per la seua carrosseria d'estil retro. Al principi, el Mira Gino només era comercialitzat amb una motorització de 590 centimetres cúbics, però hi hagué un motor de 1.0 cc desenvolupat per la marca per al mercat exterior que també va estar disponible al Japó breument sota el nom de Mira Gino 1000.

### Exportació

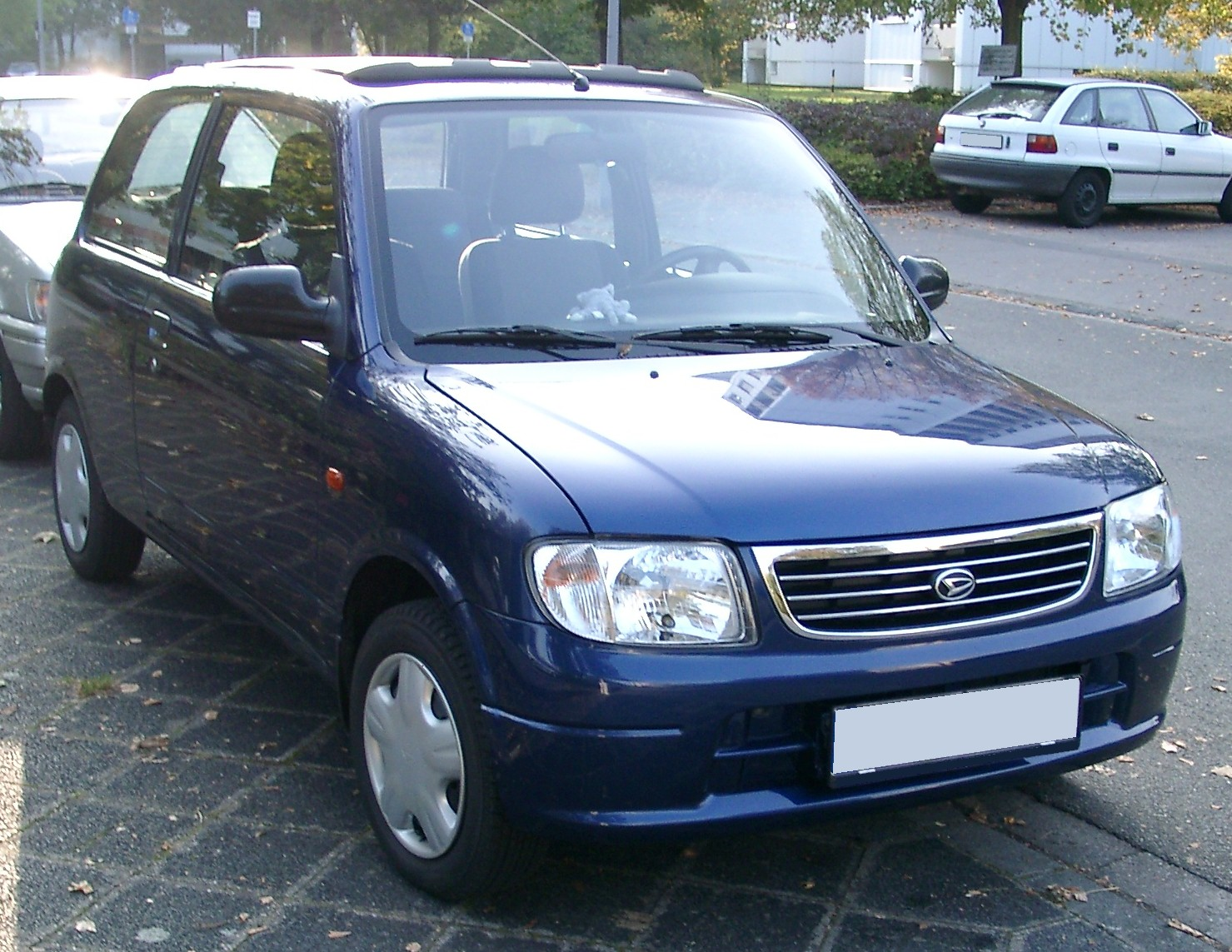
Cuore europeu 3P

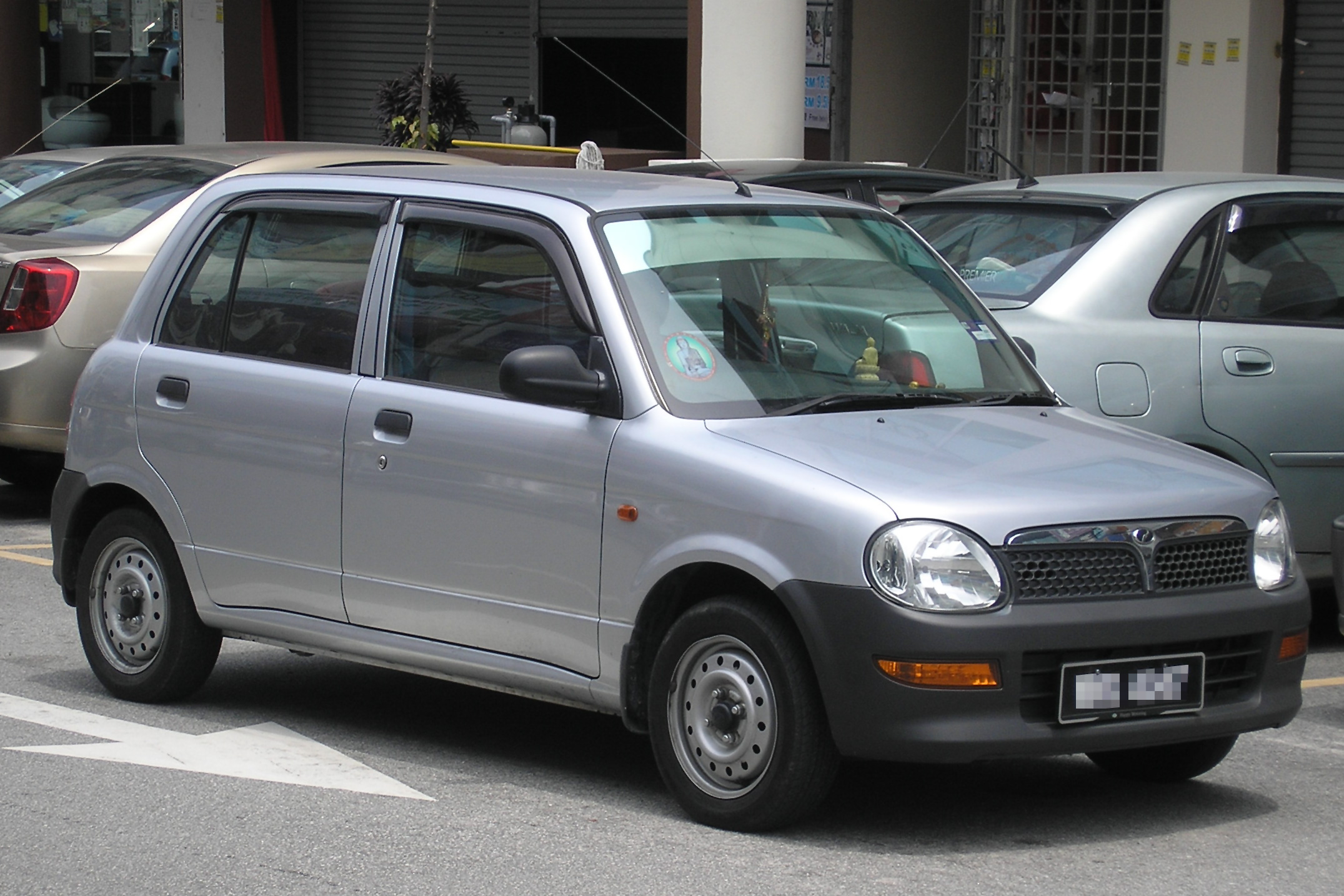
Perodua Kelisa

Per al mercat exterior, la cinquena generació va ser codificada com a L701 i va ser comercialitzat a la majoria de mercats amb el nom de Cuore, expecte a Austràlia que va tindre el nom de Handi/Handivan i a Xipre, on es va dir Domino. La motorització per als models d'exportació va consistir un nou motor de 659 cc diferent del japonés, uns altres de 847 i 989, sent aquest darrer el més popular al mercat europeu. Per primera vegada als models d'exportació es va introduir la tansmissió automàtica CVT de tres velocitats.
Des de 2001 fins al 2007 la marca malàisia Perodua el va produir amb el nom de Perodua Kelisa i amb uns lleugers canvis estètics que afectaven, sobre tot, la graella davantera. El Kelisa va ser exportat al Regne Unit. El Kelisa va ser equipat amb dues motoritzacions de 847 i 989 cc respectivament.

## Sisena generació (2002-2006)

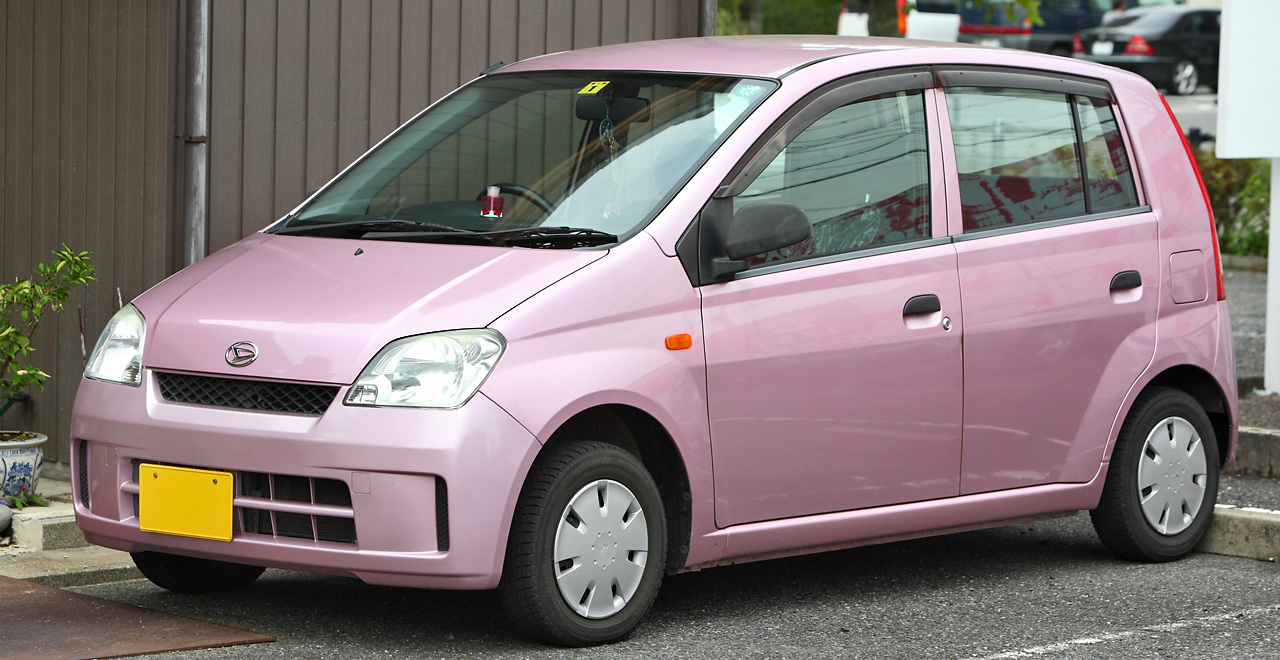
Mira L250 5P

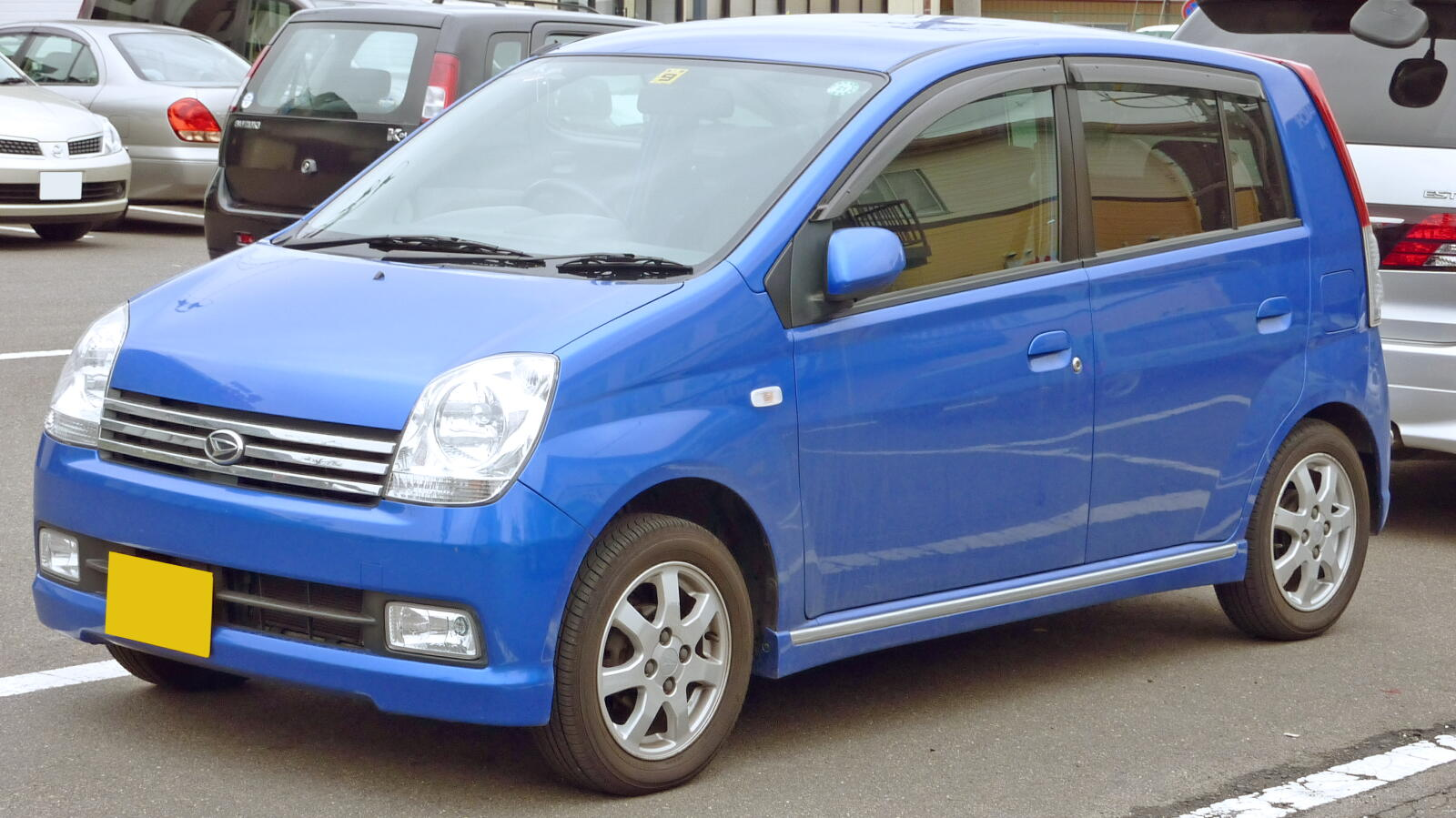
Mira Avy

La sisena generació del Mira va rebre el codi distintiu L250 al mercat domèstic i començà a produir-se el 2002 en carrosseria de cinc i tres portes. El codi L260 va ser reservat per a les versions 4WD, només disponibles al mercat domèstic. El model va deixar de produir-se el 2006, deixant pas a la setena generació.
Al mercat domèstic també es va comecialitzar el Mira Avy, una versió més "esportiva" del Mira comú i amb detalls estètics diferents de la versió estàndard. També es comercialitzà una versió especial per a persones amb mobilitat reduïda subvencionada pel govern japonés i que estigué en producció fins al 2009.

### Exportació

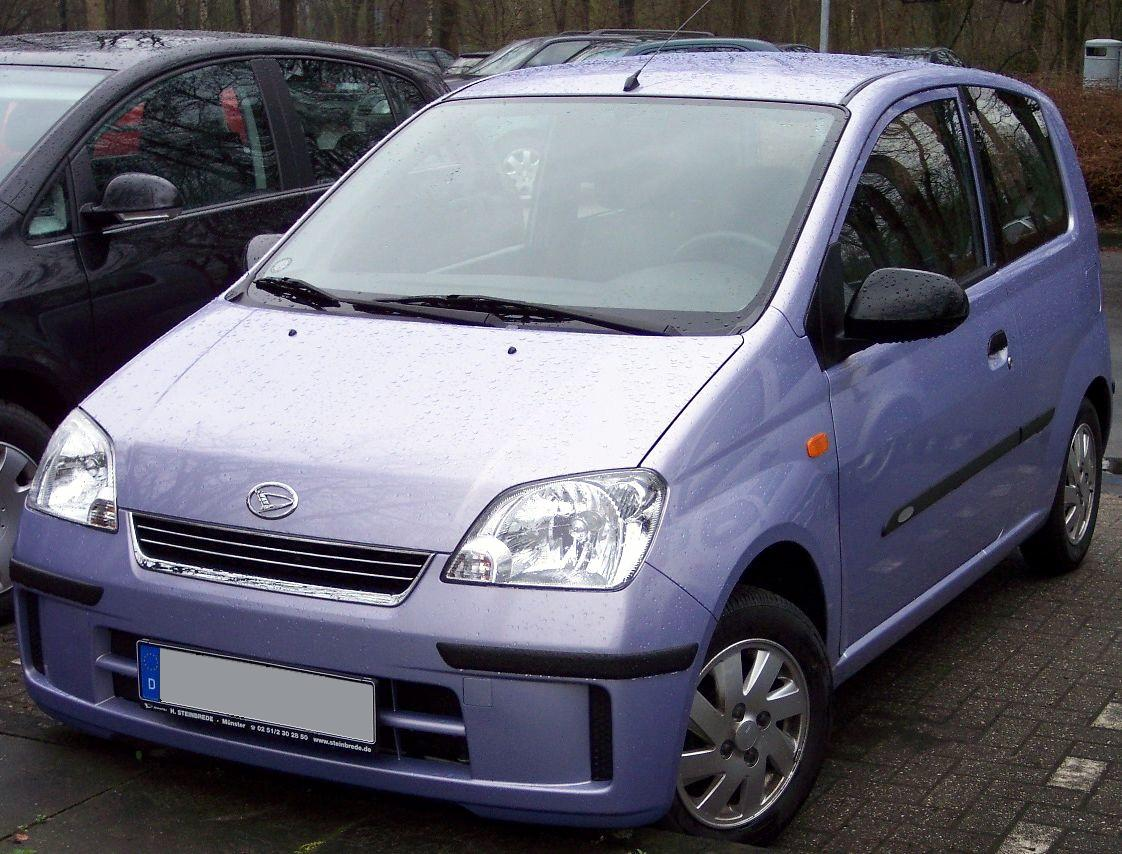
Cuore europeu 3P

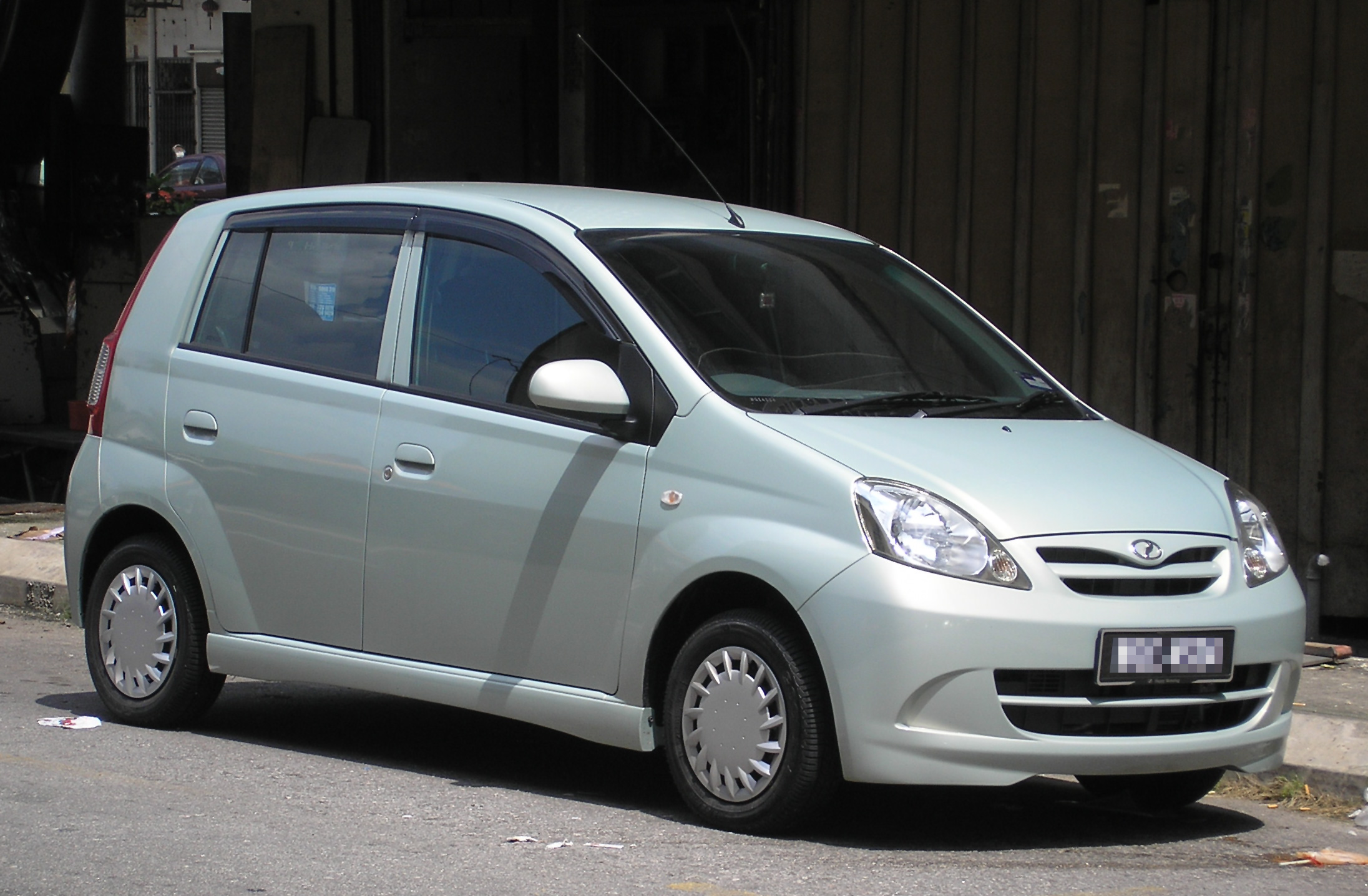
Perodua Viva

La sisena generació destinada a l'exportació va rebre el codi L251. Aquesta generació va rebre a Europa el tradicional nom de Cuore, tot i que al Regne Unit va adoptar el nom Charade, que anteriorment havia estat un altre model. La motorització per als models d'exportació va ser un motor d'1.0 cc ja utilitzat a l'anterior generació.
La marca malàisia Perodua va començar a produir el Mira de sisena generació el 2007, just quan va deixar de fabricar-se al Japó. El model va rebre el nom de Viva i es diferenciava de l'original per la seua graella davantera, totalment diferent de la japonesa. El model estava propulsat pels mateixos motors que usava el Mira d'exportació. El model va ser retirat el 2014.

## Setena generació (2006-2018)

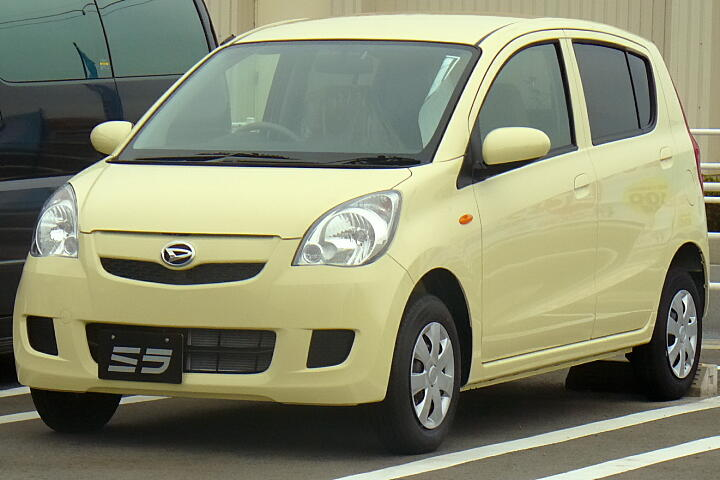
Mira L275 3P

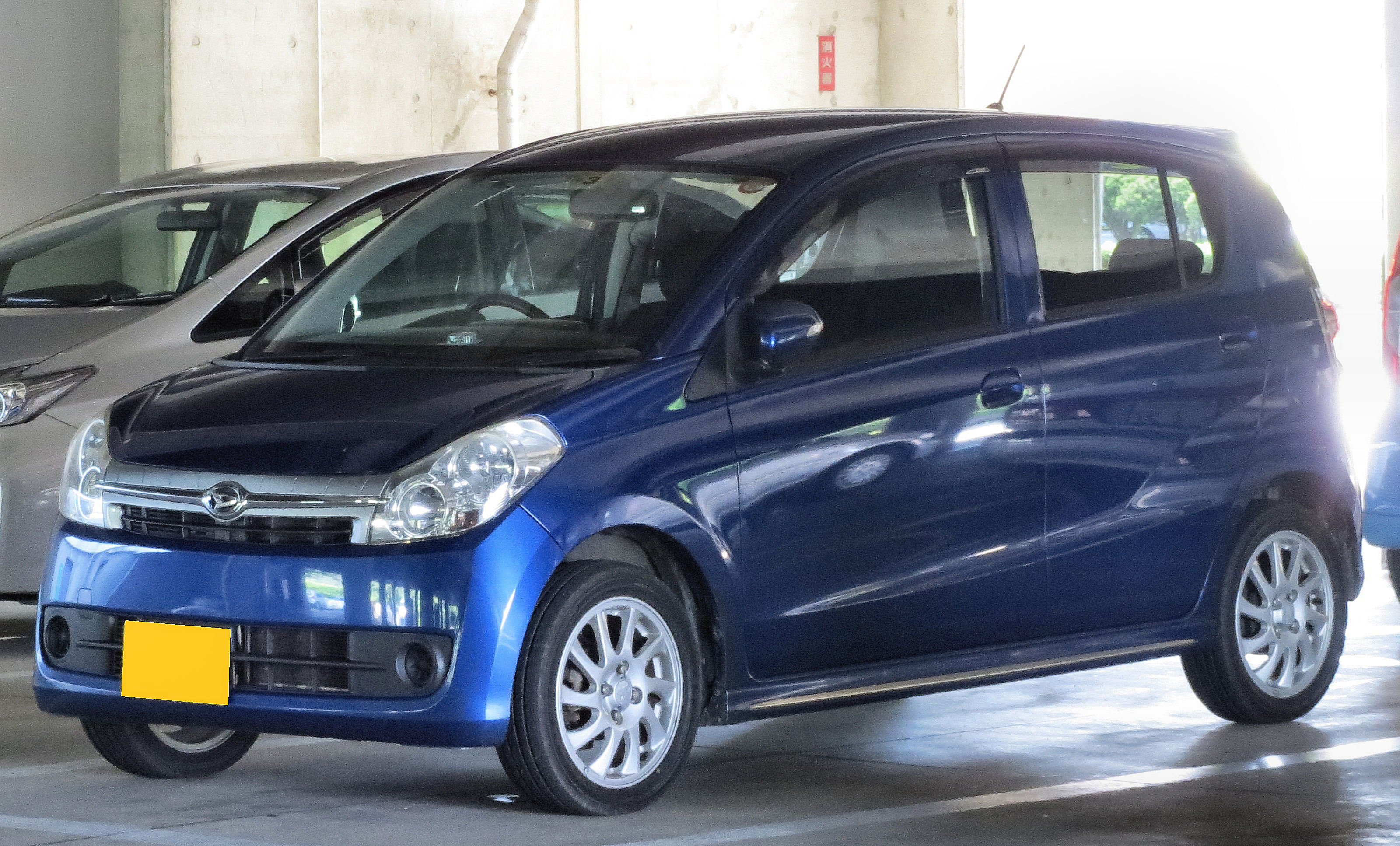
Mira Custom RS Turbo

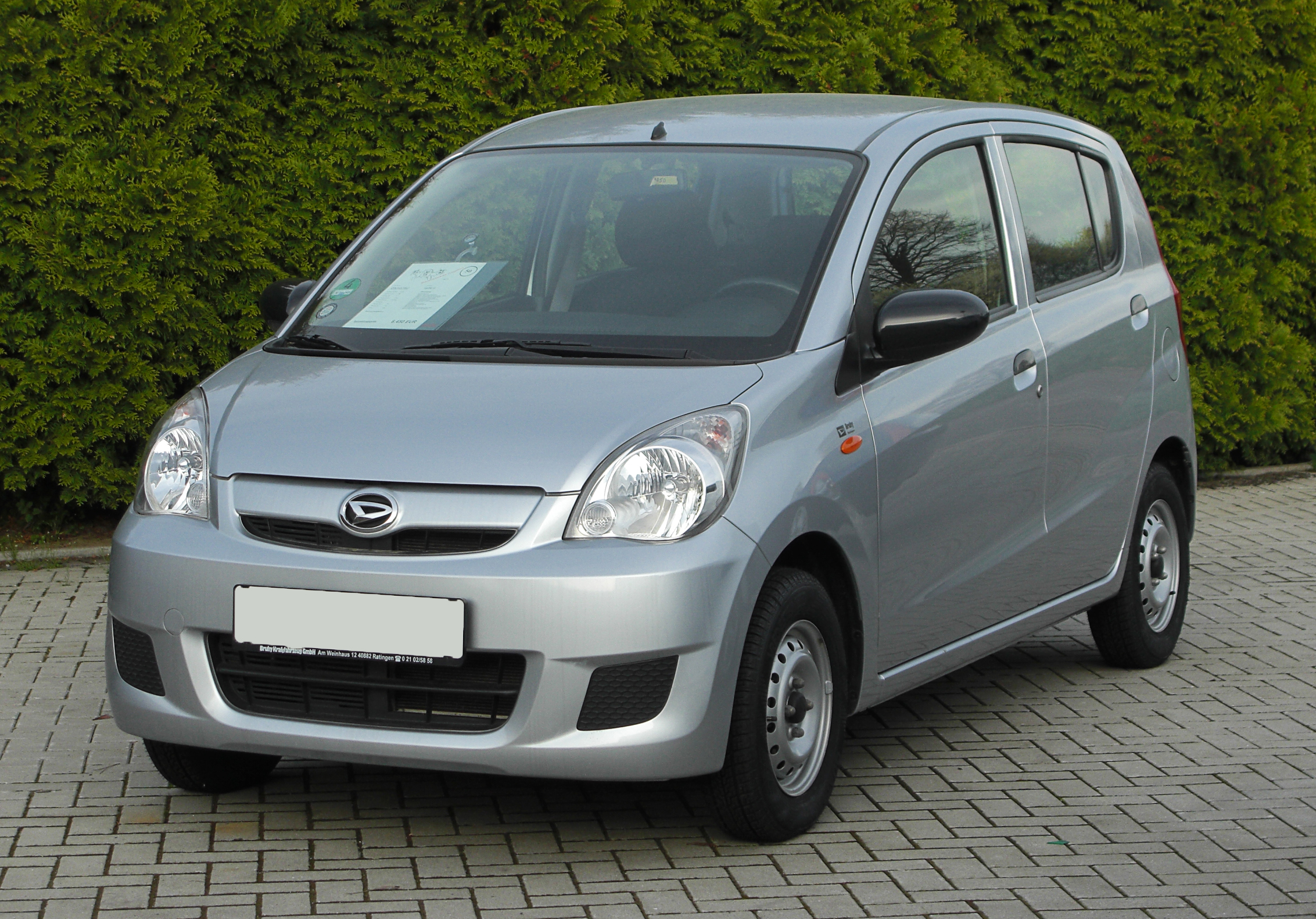
Mira L275 3P

La setena generació del Mira ha sigut la que més temps ha estat en producció, convivint des del 2011 amb el Mira e:S de primera generació i sent l'últim en emprar únicament la denominació "Mira". Aquesta generació fou presentada el desembre de 2006 amb el codi intern L275 en versió turisme, ja que la versió comercial o van seria presentada a principis de 2007. Els models de 4WD van rebre un codi diferent, el L285. La motorització va consistir en un motor tricilíndric en línia de 658 centimetres cúbics amb o sense turbocompressor i transmissió manual de cinc velocitats o automàtic CVT de tres velocitats.

### Exportació
La setena generació del Mira d'exportació va començar a comercialitzar-se el setembre de 2007 amb el codi L276. Aquesta generació va ser la darrera que es va exportar, finalitzant la venda l'any 2011 a Sud Àfrica i el 2013 a Europa, coincidint amb la retirada de la marca d'aquest mercat per motius econòmics i de vendes. El model d'exportació estava propulsat per un motor de 1.0 cc dissenyat per Daihatsu però utilitzat també per Toyota. A Europa el model va ser comercialitzat amb l'històric nom de Cuore i a Sud-àfrica amb el de Charade.

## Mira e:S 1ra generació (2011-2017)

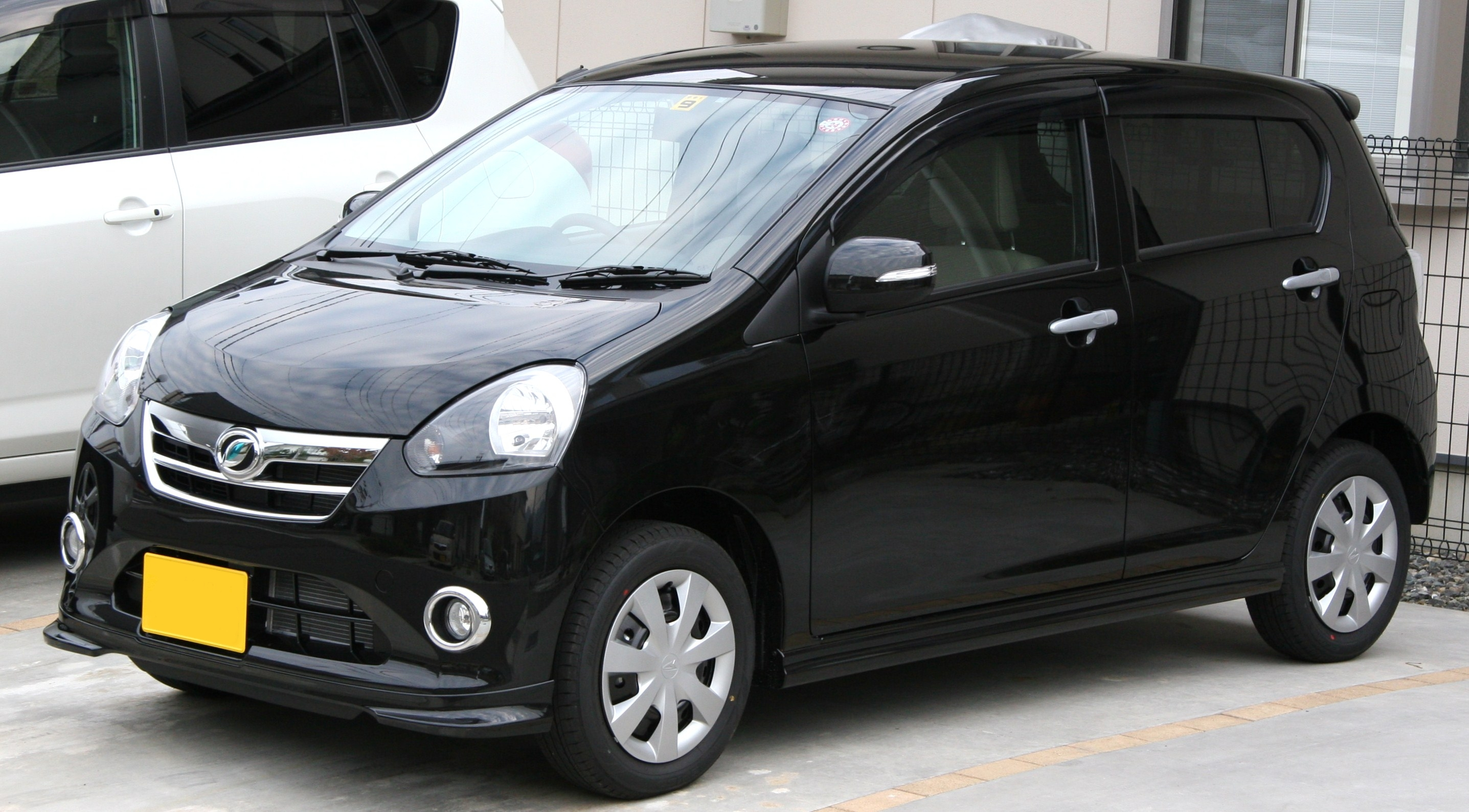
Mira e:S I

La primera generació del Mira e:S (L300) i vuitena de la saga Mira de manera informal va ser llançada al mercat japonés el 20 de setembre de 2011, estant encara en producció el Mira de setena generació. Poc després del seu llançament, el 3 d'octubre del mateix any, el model va guanyar el Good Design Award. És la primera generació de Daihatsu Mira que no s'ha venut a l'exterior, sent únicament destinada al mercat nacional nipó. També és el primer Mira que es va vendre també amb marca Toyota i Subaru com a Pixis Epoch i Pleo Plus, respectivament.
El cotxe va ser equipat amb un motor de 658 CC amb transmissió automàtica CVT. El Mira e:S, el Pixis Epoch i Pleo Plus van patir una renovació parcial el 19 d'agost de 2013.

## Mira e:S 2a generació (2017-)

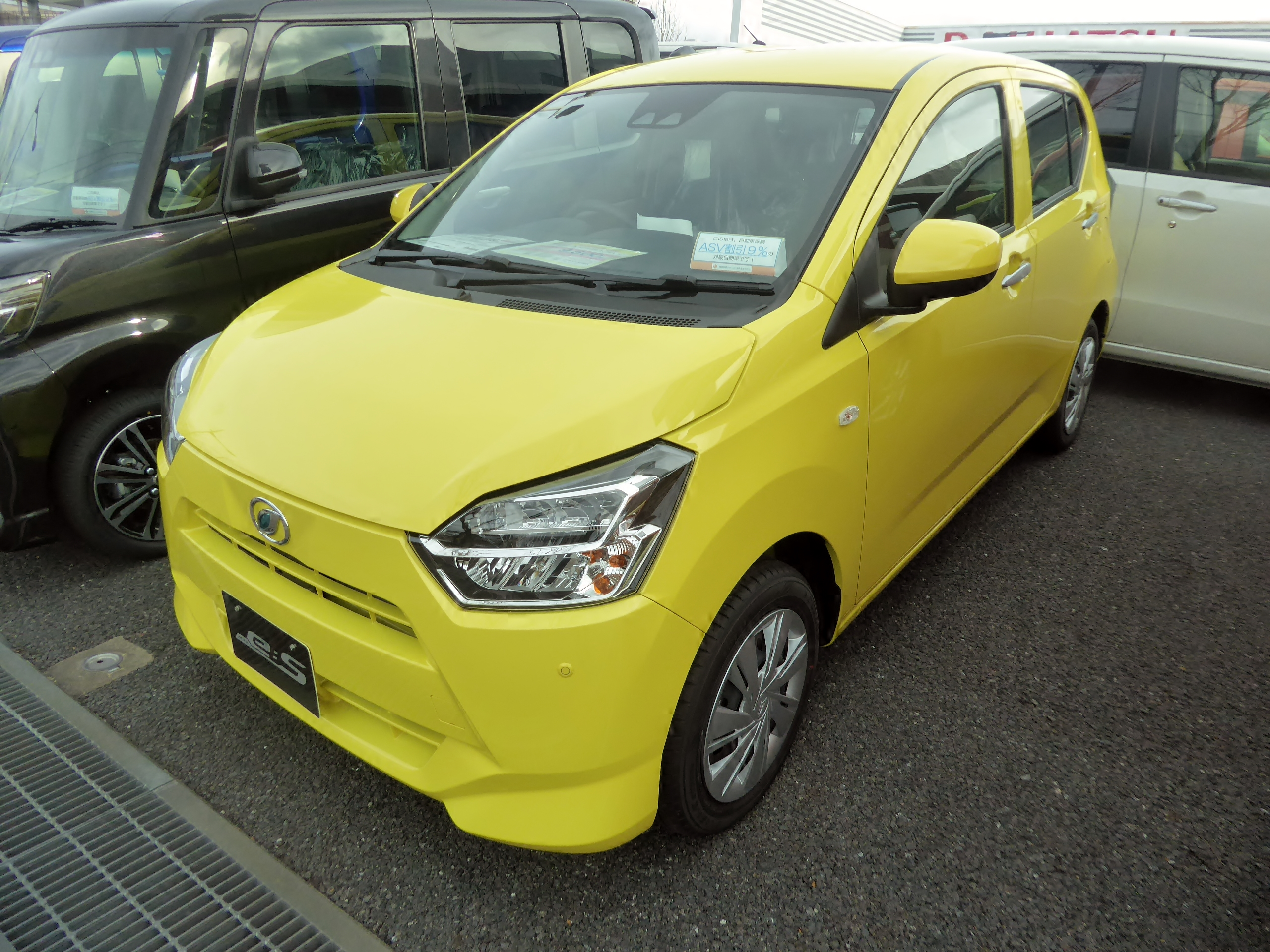
Mira e:S II

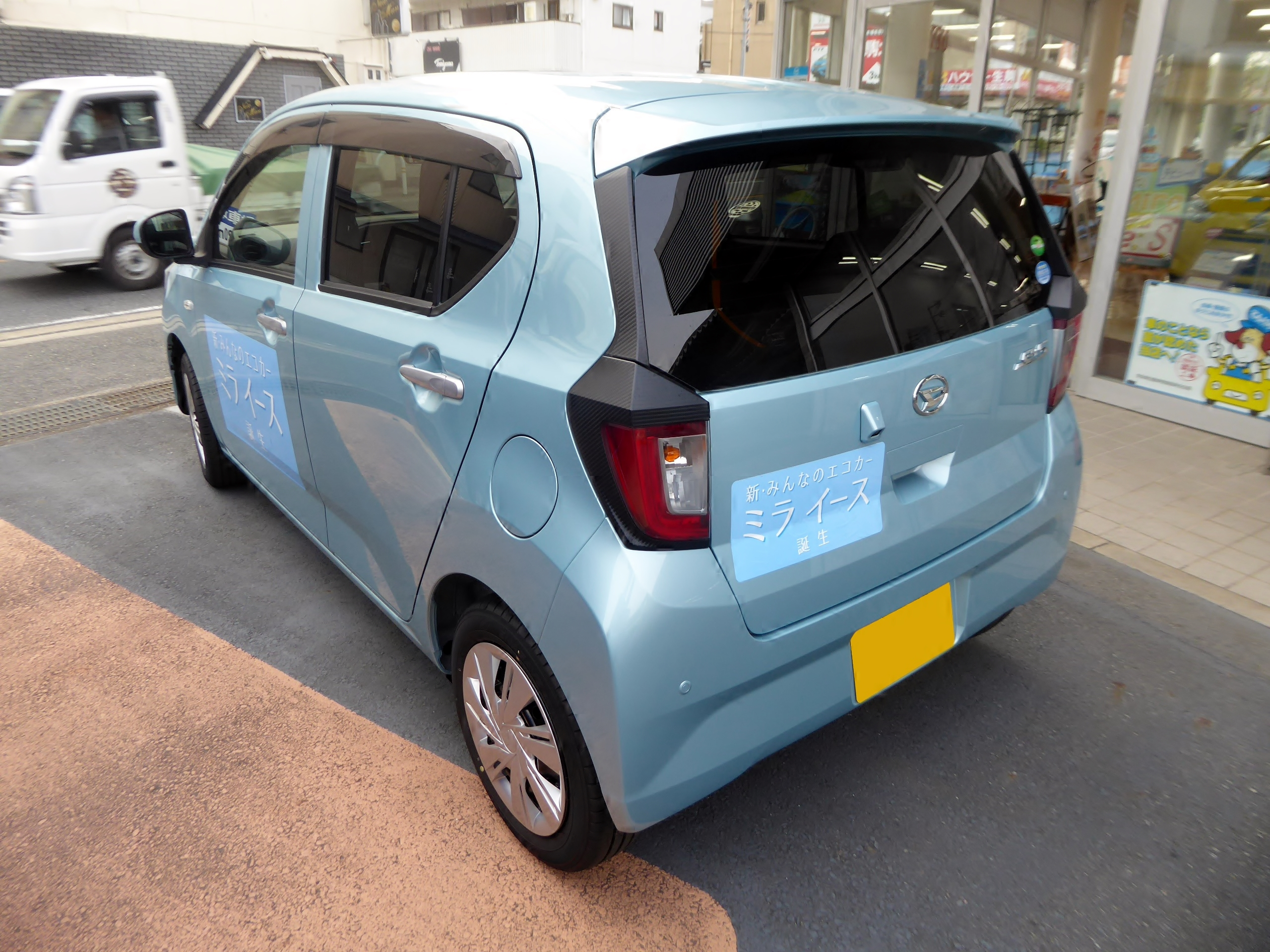
Mira e:S II, darrera

L'actual generació de Mira e:S (LA350), la qual també es pot considerar la novena generació de la saga Mira va ser llançada al mercat japonés el 9 de maig de 2017, juntament amb els seus germans bessons, el Toyota Pixis Epoch i el Subaru Pleo Plus.
El cotxe està equipat amb un motor de 658 CC, el mateix de la anterior generació, amb transmissió automàtica CVT.